# Basílica de Sant Francesc d'Assís
La basílica papal de Sant Francesc d'Assís (en italià Basilica Papale di San Francesco, en llatí Basilica Sancti Francisci Assisiensis) és una basílica situada a Assís (Itàlia) catalogada com a Patrimoni de la Humanitat per la UNESCO des de l'any 2000. Construïda a menys de cinc quilòmetres de la Porciúncula, el lloc on morí Sant Francesc d'Assís, té dues parts: la basílica inferior, baixa i fosca, i la basílica superior, espaiosa i lluminosa. Aquesta distribució s'ha interpretat de manera simbòlica: es considera que representen, respectivament, la penitència i el cel.
La basílica forma part de tot un complex monumental franciscà. Enfront de l'atri que precedeix l'ingrés de la basílica inferior hi ha l'exoratori de Sant Bernardino, construït per al Tercer Orde Regular de Sant Francesc als voltants de la meitat del segle xv. Després del portal s'entra al sacre convent que, a més d'allotjar la comunitat de frares menors conventuals, encarregats de la custòdia de la basílica, actualment allotja l'Institut Teològic d'Assís (ITA), l'Institut de Ciències Religioses (ISSRA), un centre de documentació i un important fons de documents i llibres especialitzats en temes franciscans.
La basílica té una gran importància des del punt de vista religiós, ja que és la seu de l'orde franciscà i es tracta d'una parada fonamental per a molts pelegrins durant el seu viatge a Roma. També destaca des del punt de vista artístic, ja que la basílica es convertí a finals del segle xiii i principis del segle xiv en un centre bàsic de la pintura italiana i europea perquè hi treballaren pintors destacats de Roma i Toscana. Per exemple, compta amb obres com La vida de Sant Francesc de Giotto.

## Història

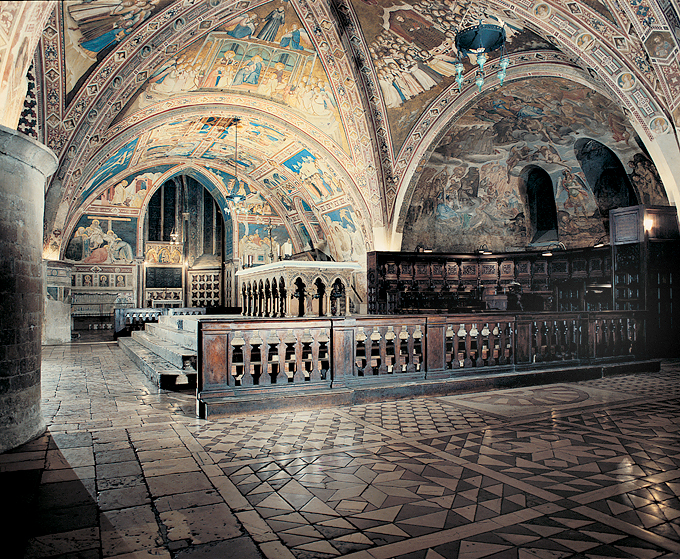
Altar major de la basílica inferior

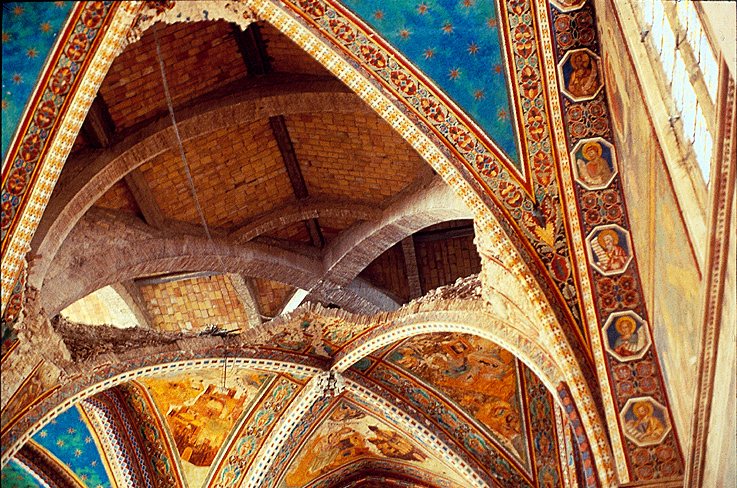
La volta de Cimabue

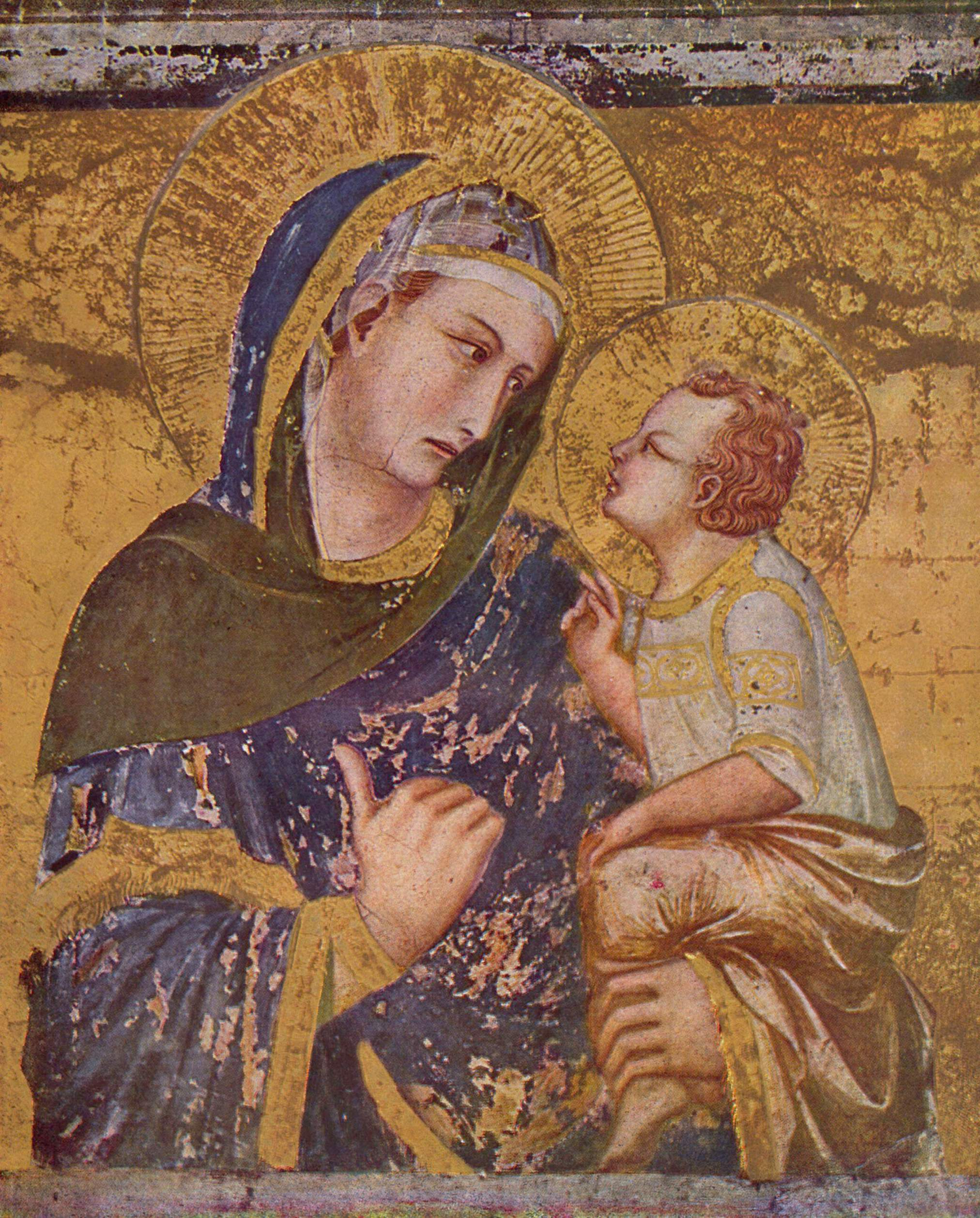
Madonna dei Tramonti (Pietro Lorenzetti)

### La construcció
Segons la tradició, va ser el mateix Francesc d'Assís qui va indicar el lloc en el qual volia ser enterrat. Es tracta del turó inferior de la ciutat on, habitualment, eren enterrats els més pobres i els condemnats per la justícia, i potser per això s'anomenava coll de l'infern. Més endavant, el papa Gregori IX anomenaria la zona com Coll del Paradís. Aquest lloc està situat al costat de la ciutat, té un bosc a la cara nord, i des d'allà es pot veure tota la vall de Spoleto, cosa que el feia ideal per a la vida dels frares. Simone de Pucciarello va oferir el terreny a Papa el març de 1228 amb la voluntat que servís per acollir les despulles del sant.
El 16 de juliol de 1228, només dos anys després de la seva mort, Francesc d'Assís va ser proclamat sant per Gregori IX i l'endemà, 17 de juliol, el Papa i fra Elies van posar les primeres pedres per a la construcció d'aquesta basílica, que guardaria les restes mortals de Francesc i seria la seu de l'orde que acabava de néixer. La popularitat del nou sant contribuiria a incrementar les donacions per a fer possible la construcció amb alguns dels artistes més destacats del moment.
Si bé s'han formulat diverses hipòtesis sobre qui fou l'arquitecte principal, la versió més acceptada sosté que fou fra Elies, general del Primer Orde de Sant Francesc, el màxim responsable de la construcció de la Basílica i del Sacre Convent de Sant Francesc a Assís. L'estructura es va projectar bastant simple en un principi, però es va anar complicant inspirant-se en part en l'arquitectura romànica llombarda. El complex, format per dues esglésies superposades i independents de nau única amb transsepte sortint i absis, es va acabar el 1239. Va ser consagrat al culte el maig de 1253 pel Papa Innocenci IV, que va ordenar que el conjunt es dignifiqués amb treballs de decoració. A la fi del segle xiii, la basílica inferior es va enriquir amb capelles laterals, totes gòtiques.
Des de 1289, quan Nicolau IV, primer papa franciscà de la història de l'Església Catòlica, li va concedir l'estat d'Església papal, tota la basílica està sotmesa a la directa jurisdicció del pontífex. El 1754 el Papa Benet XIV li va atorgar la categoria de Basílica Patriarcal i Capella Papal. El 8 d'agost de 1969 Pau VI va determinar que la basílica passaria a ser regida per un cardenal com a llegat seu.
El 25 de maig de 1230 s'havien transferit les restes mortals de Francesc des de l'església de Sant Jordi (futura església de santa Clara d'Assís) a la basílica construïda en el seu honor. Enterrat sota l'altar major en un lloc inaccessible, durant segles es va perdre la memòria del punt exacte on es trobava el seu cos. Després del descobriment, amb autorització de Pius VII, el desembre de 1818 es va construir una cripta neoclàssica sota la direcció de l'arquitecte romà Pascual Belli. L'aspecte de la cripta contrastava notablement amb la resta de la basílica, de manera que entre 1925 i 1932 la cripta va ser radicalment modificada mitjançant un projecte neoromànic de l'arquitecte Hugo Tarchi.

### Els terratrèmols
El 26 de setembre de 1997, a les 02:33 h, un fort terratrèmol va afectar les regions italianes d'Úmbria i les Marques. Unes nou hores més tard, un altre terratrèmol es va repetir a la zona, i causar la mort de dos frares i dos tècnics que supervisaven els danys que el primer sisme havia provocat a la basílica superior.
Tots dos terratrèmols van causar profundes esquerdes i danys a la volta central en dos punts especialment sobre el transsepte. Cent trenta metres quadrats de frescos medievals es van reduir a milers de fragments. Van patir danys el Sant Jeroni, atribuït per alguns a Giotto jove, la representació dels quatre doctors de l'església, la figura de Sant Mateu sobre la volta on es representen els Quatre Evangelistes de Cimabue, i la volta que s'havia repintat al segle xix va caure. Des de l'arc de la contrafaçana i des del nervi, que també van caure, es van desplomar a terra vuit figures de sants i altres decoracions.
El conjunt de tasques de restauració es va denominar El taller de la Utopia. Les primeres intervencions després del terratrèmol es van dirigir sobretot a assegurar l'edifici i recuperar els fragments escampats entre la runa. Les mostres de solidaritat no es van fer esperar, es va rebre l'ajuda de tècnics de la Superintendència i restauradors de l'Institut Central per a la Restauració de Roma (ICR). També van treballar-hi molts voluntaris de tot Itàlia, principalment estudiants dels Cursos de Conservació i d'Història de l'Art de Viterbo i Roma, però també historiadors de l'art, fotògrafs, arquitectes, informàtics, físics, químics, biòlegs i bombers, entre d'altres.
La basílica va romandre tancada fins al 29 de novembre de 1999, a causa dels treballs de conservació i restauració. Dos dels vuit sants contigus a la contrafaçana, Sant Rufí i Sant Victorí, van ser reposats. Es van recollir en condicions dificilíssimes més de tres-cents mil fragments procedents de l'arc dels sants i de les properes voltes de Sant Jeroni, estelada i de Sant Mateu. Després d'aquesta primera fase, es va fer un treball de selecció i classificació dels fragments partint dels matisos, el color i la tècnica d'execució. Successivament, es va passar al reconeixement fotogràfic, seguit de temptatives de localització, d'acord amb els punts de fractura, dels possibles punts de juntura. Va resultar indispensable l'auxili de les fotografies en color realitzades abans del sisme i la seva impressió a mida natural, sobre les quals es van poder efectuar les proves de correspondència dels fragments.
El 26 de setembre de 2001 es van recol·locar els vuit sants (Rufí, Victorí, Benet, Antoni de Pàdua, Francesc d'Assís, Clara d'Assís, Domènec de Guzmán i Pere Màrtir). Un any després, el 26 de setembre de 2002, es va recol·locar també la cúpula de Sant Jeroni, després de treballar quinze experts de l'ICR amb uns 50.000 petits fragments sobre una superfície de vuitanta metres quadrats. Aquesta part de la reconstrucció va ser subvencionada pel Govern italià amb 2,5 milions d'euros, i pel Fons Europeu amb 250.000 euros, i es va recuperar el 70% del fresc original.
El 5 d'abril de 2006 es van inaugurar les voltes de Sant Mateu i del cel estrellat; tanmateix, no es va aconseguir recuperar tot el material. Abans de l'ensorrament, les condicions del fresc de Sant Mateu no eren bones per l'oxidació d'aquesta obra de Cimabue. Només el 20% dels 120.000 fragments va poder ser recol·locat. Va ser una feina de desenes de restauradors, s'hi van emprar unes 160.000 hores de treball i el cost global va ser de dos milions d'euros.

## Basílica inferior

### Origen

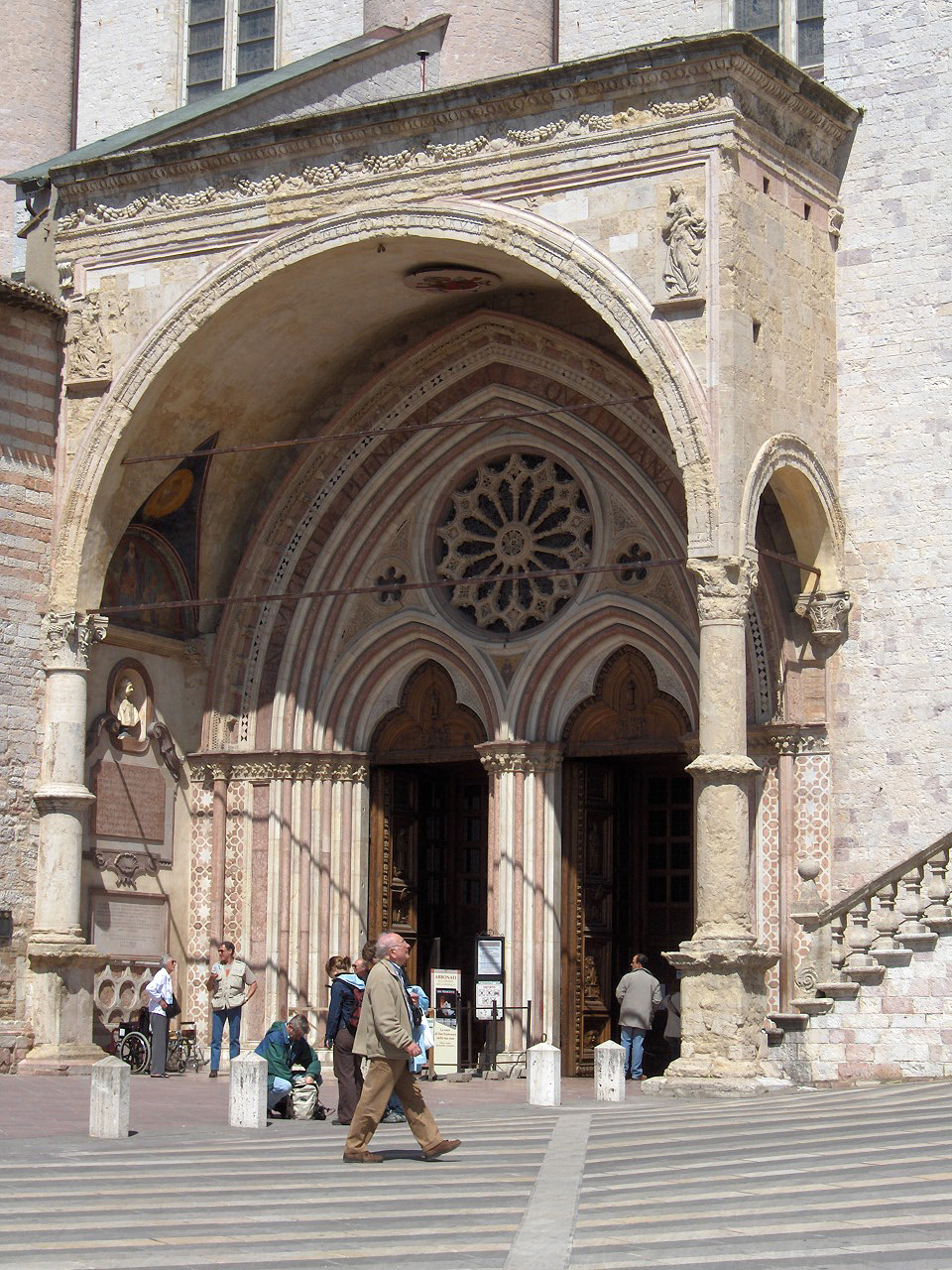
Portada d'entrada a la basílica inferior.

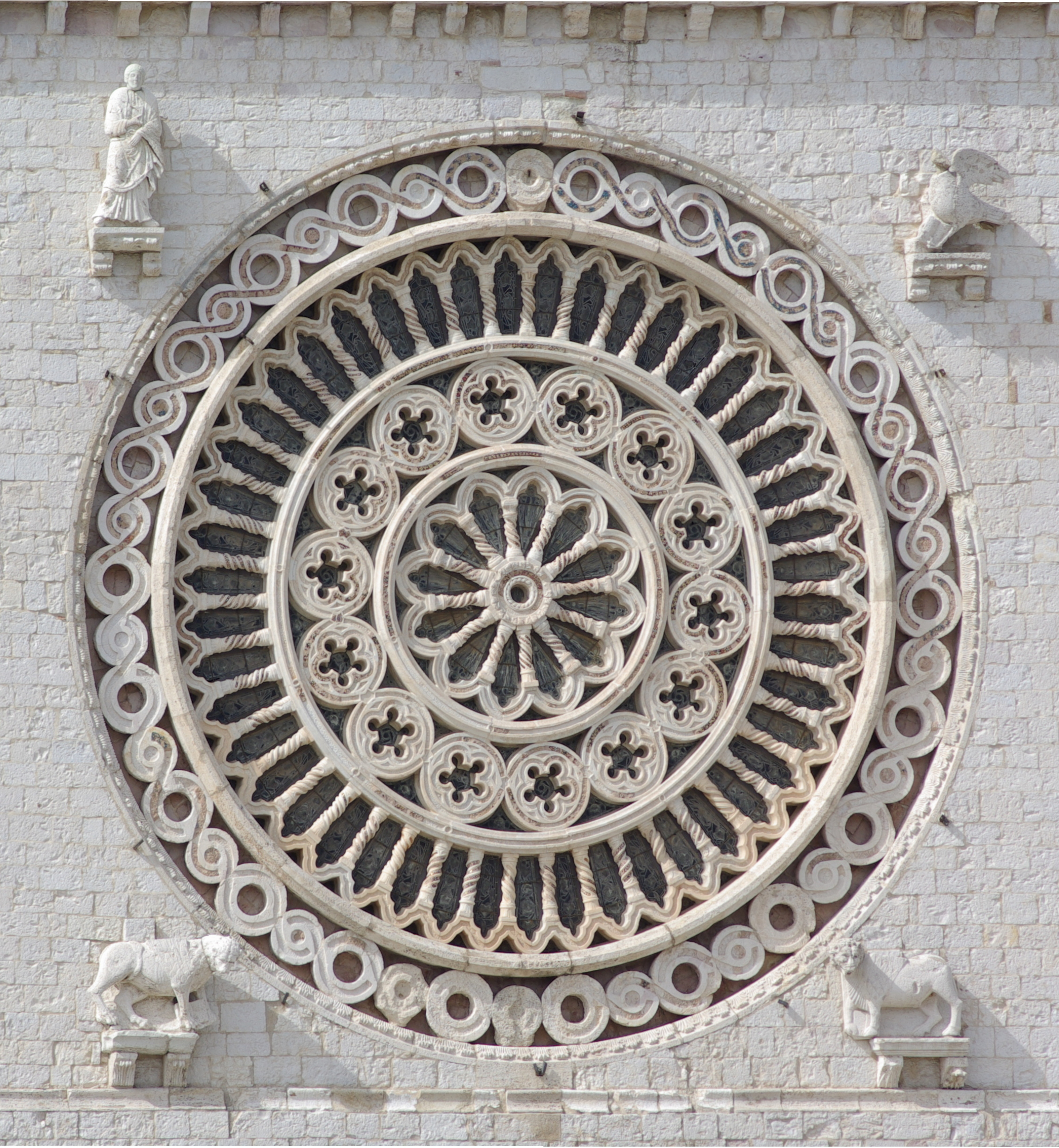
Rosassa de la Basílica.

L'edifici original que es va acabar el 1230, quan s'hi va traslladar el cos del Sant per a ser dipositat en un sarcòfag sota l'altar major, correspon als arcs segon, tercer i quart de l'actual església. Era una aula rectangular amb la simplicitat pròpia del model franciscà. Havia de ser, en principi, una cripta sepulcral per al sant, però a causa de la seva grandària sempre se la va denominar basílica inferior.

### Entrada
A causa del pendent del turó, l'entrada va ser traslladada al costat esquerre de la nau. L'ingrés té lloc a través d'un elegant portal d'art gòtic de la segona meitat del segle xiii, sobrepassat per una rosassa definida per l'historiador Adolfo Venturi com «la rosassa més bella del Il Portale Gemino» i precedit per un atri renaixentista obra de l'escultor Francisco di Bartolomeo da Pietrasanta. Està compost per un arc sustentat per dues columnes amb àtic decorat per un fris amb dos fistons. Els mosaics de colors de la part superior, del segle xiii, gairebé van desaparèixer del tot. El portal, acabat abans de 1271, té dues portes de fusta realitzades per artistes d'Ombria del segle xvi.

### Interior
L'interior de la basílica inferior té planta amb forma de Tau, símbol franciscà. A finals del segle xiii es va modificar l'estructura romànica inicial, una única nau amb quatre arcades, i es van afegir capelles al llarg de les parets laterals i de l'atri d'entrada. La introducció de les capelles va obligar a tancar les finestres al llarg de la nau, creant una suggestiva penombra que indueix al recolliment, i va implicar també que es perdessin alguns fragments del cicle pictòric original que representa les Històries de la Passió de Crist.
S'entra pel braç transversal, decorat amb pintures de Cèsar Sermei, Giacomo Giorgetti i Girolamo Martelli, artistes d'Ombria del segle xvii, i que també van treballar en la volta del presbiteri. Aquesta part de la basílica inferior està avui destinada al culte eucarístic i a les celebracions ordinàries de la Missa. Recorrent la nau s'arriba al presbiteri que té en el centre el solemne altar d'estil gòtic, situat just en correspondència amb la tomba de Francesc.
La decoració va ser encomanada a grans firmes de la pintura italiana: Cimabue, Giotto i el seu taller, Simone Martini i Pietro Lorenzetti, que acabarà l'obra a la segona dècada del segle xiv amb escenes de la Passió de Crist. Al capdamunt, al centre del presbiteri, a la cruïlla entre la nau i el transsepte, estan representades l'Apoteosi de Sant Francesc d'Assís i l'Al·legoria dels tres vots: obediència, pobresa i castedat (1315-1320), obra d'un pintor molt proper a Giotto anomenat Mestre delle Vele. Les parets del presbiteri estan recobertes per una rica decoració pictòrica, cicle que s'inicia amb les Històries de la infància i de la passió de Crist per acabar amb la Glorificació del Sant, ambdues obres de Giotto. Tenen particular interès, a la paret esquerra amb la Crucifixió, atribuïda directament a Giotto, i a la dreta, el fresc de Cimabue Verge en majestat amb Nen, quatre àngels i Sant Francesc.
Els escons de fusta del cor són obra d'artistes de l'àrea d'Umbro i la Toscana i estan datats de l'any 1471. A l'esquerra de la tercera arcada hi ha la Tribuna de Sant Estanislao, proclamat sant a Assís a 1253 pel Papa Innocenci IV.

### Capelles

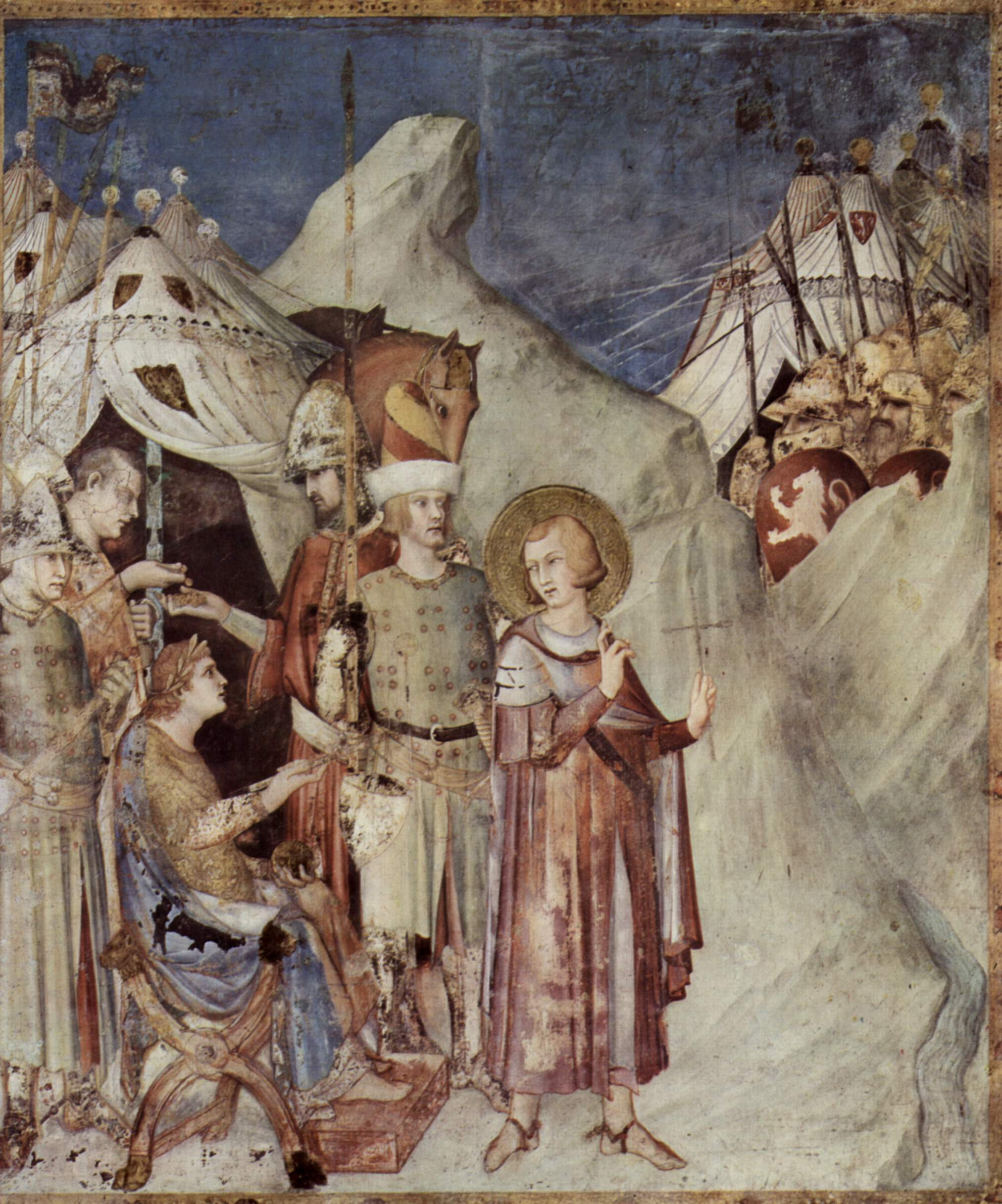
Simone Martini: Sant Martí deixa la vida militar i renuncia a l'exèrcit.

- Capella de Sant Sebastià: petita capella a l'entrada de la basílica inferior, a l'esquerra. Té decoracions pictòriques que representen episodis de la vida de Sant Sebastià obra de Girolamo Martelli, pintor d'Assís del segle xvii. Al costat dret hi ha dos monuments: el mausoleu de Joan de Cerchi i el mausoleu de Joan de Brienne, rei de Jerusalem i emperador de Constantinoble. Al costat de la capella hi ha la Mare de Déu de la Salut, obra d'Ottaviano Nelli.

- Capella de Sant Antoni o del Sagrament: a través d'una porta es passa al petit claustre del cementiri. El terra i les parets del pòrtic són revestits per làpides, la més antiga de les quals data de 1295.

- Capella de Santa Caterina: davant de l'entrada. Va ser construïda el 1367 i s'hi va enterrar el cardenal Gil Álvarez d'Albornoz abans que les seves restes mortals es traslladessin a Espanya el 1372. És decorada amb un cicle de frescs dedicats a Santa Catalina d'Alexandria, obra del bolonyès Andrea Bartoli i els seus ajudants (1368 - 1369).

- Capella de Sant Martí: és la primera del costat esquerre de la nau. Va ser construïda pel cardenal Gentile Partino de Montefiore i pintada al fresc per Simone Martini amb les històries de la vida de Sant Martí de Tours. Tot i que no se sap la data exacta de la realització d'aquesta capella, ha de ser posterior al 1317, ja que hi apareix Sant Lluís de Tolosa i aquest no va ser Sant fins a l'any esmentat.

- Capella de Sant Esteve i Sant Lluís: es troba al costat dret de la nau. Pintada a la fresca al voltant de 1570 pel pintor d'Assís Dono Doni, primer va ser dedicada a Sant Lluís d'Anjou, bisbe de Tolosa de Llenguadoc i frare franciscà, i més tard també a Sant Esteve.

- Capella de Sant Antoni de Pàdua: situada al costat dret de la nau, va ser pintada amb escenes del sant per Cesare Sermei de Orvieto el 1610, ajudat per Martelli. Es representen també escenes de la vida de sant Antoni a la vidriera, atribuïda a Joan Bonino.

- Capella de la Magdalena: també al costat dret de la nau i va ser pintada al fresc per Giotto de 1296 a 1329. Es representen històries de la santa, en una de les quals apareix de la mà de Teobald Pontano, bisbe d'Assís, qui demana intercessió.

- Capella de Sant Nicolau de Bari: s'obre a la part inferior del creuer dret. Va ser construïda a finals del segle xiii. És decorada amb frescs que s'atribueixen a l'anònim proper a Giotto Mestre de Sant Nicolau. Al costat de l'entrada de la capella apareixen cinc sants pintats per Simone Martini identificables amb Francesc, Ludovico de Tolosa, Isabel d'Hongria, Margarida d'Hongria i Enric d'Hongria. També s'atribueix a Martini la Verge amb el Nen entre els sants Esteban i Ladislao. Les vidrieres, també d'estil giottesc, es van realitzar a principis del segle xiv.

- Capella de Sant Joan Baptista: s'hi entra pel costat esquerre del transsepte. Va ser construïda a finals del segle xiii per encàrrec del cardenal Napoleó Orsini. Decorada per Pietro Lorenzetti amb la Madonna dei Tramonti

### Cripta

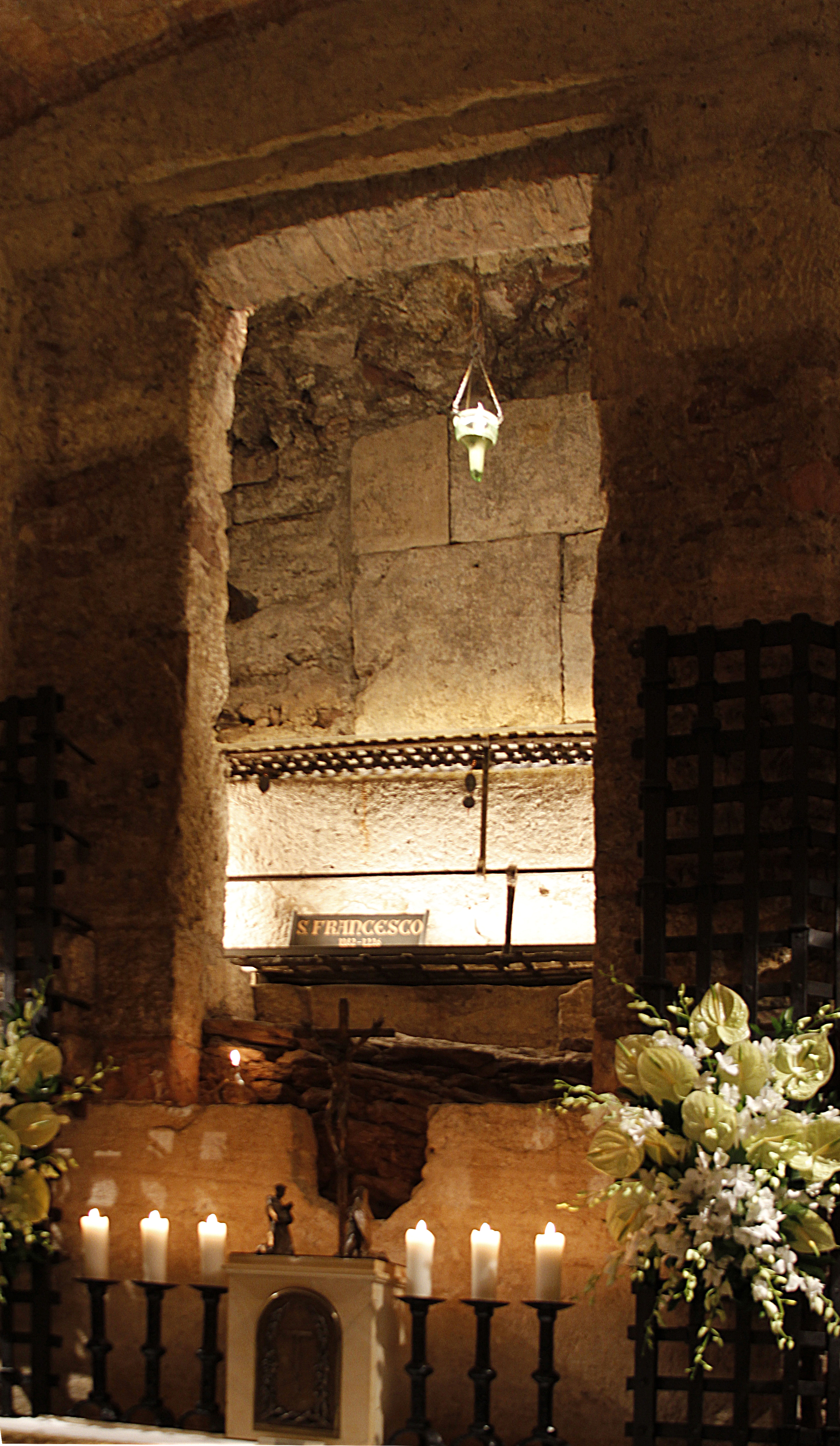
Tomba de sant Francesc.

A la meitat de la nau central hi ha dues rampes per les quals es baixa a la cripta on es custodia el cos de Sant Francesc. Aquest lloc, el més pobre quant a obres d'art, és el cor de la basílica. Formant part d'un pilar que sosté l'altar major de la basílica inferior, s'observa la cel·la funerària construïda per fra Elies. En el seu interior, protegit per una reixa, es troba el sarcòfag que conté les restes mortals de Sant Francesc. Es tracta d'una urna metàl·lica daurada de 1818, que conté una altra transparent de 1978, última vegada en què es va realitzar un reconeixement de les seves restes.
A l'entrada de la cripta, al costat de l'escala que condueix des de la basílica cap a aquesta, hi ha la tomba de la beata Jacoba de Settesoli, senyora de la noblesa de Roma, que va ser una de les amigues i benefactores més fidels de Francesc i va estar al seu costat al moment de la seva mort. A més, el 1932, a les quatre cantonades de la cripta es van col·locar els cossos de quatre dels seus companys, els beats fra Àngel de Rieti, fra Lleó, fra Masseu de Marignano i fra Rufino. Uns altres cinc són sepultats al braç dret de la basílica inferior.

### Relíquies

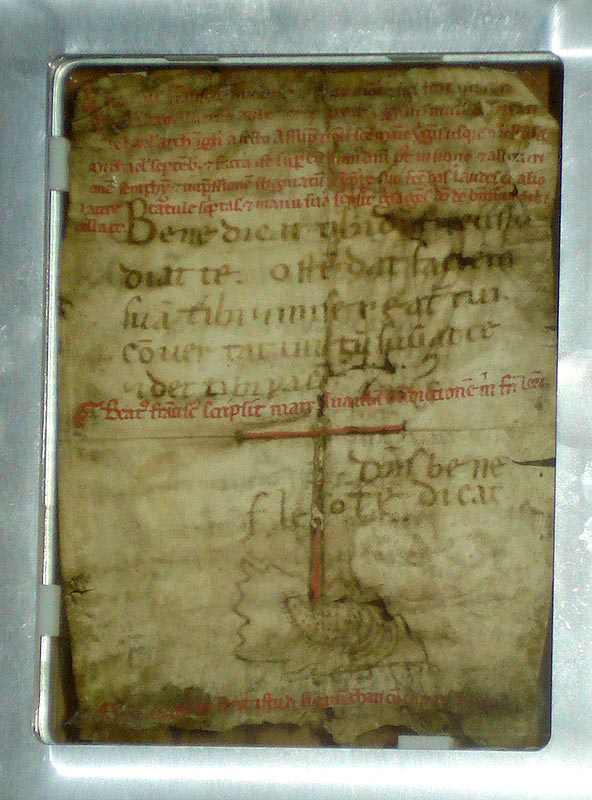
Manuscrit de sant Francesc, una de les relíquies que es conserven.

A la Capella de les relíquies s'hi arriba des del braç dret del transsepte. Es va construir a la Sala capitular del primer convent dels frares. A la sala, d'estil romànic, es custodien les relíquies de Sant Francesc, entre les quals destaquen:
- El seu hàbit de color cendra, les sandàlies de pell amb què cobria els estigmes dels peus i la pell que evitava que la sang del costat taqués la túnica.
- La banya de marfil regal de Melek-el-Kamel, sultà d'Egipte, el 1219.
- Dos autògrafs, un amb la Benedicció a fra Lleó, que era el seu confessor i infermer, i un altre amb les seves Lloances al Déu altíssim.
- El text original de la Regla franciscana, considerada com la carta magna del moviment franciscà.
- El calze i la patena emprats pels frares a la Porciúncula, una petita capella que segons escriu Leonardo Boff, va construir el mateix Francesc amb les seves mans.[23]

Enfront de l'entrada, a la finestreta circular, hi ha pintada una Crucifixió amb Maria, Joan, Pere i Pau, que és un fresc de Puccio Capanna.

### Claustre
Pujant dues escales situades als costats de la basílica inferior, se surt a una terrassa que dona a un gran claustre rodejat de pòrtics profunds construïts a finals del segle xiv que servien de refugi als pelegrins. S'hi poden apreciar els penjadors per a deixar les selles dels cavalls. La porta d'entrada està protegida per un pòrtic d'un sol arc que descansa sobre dues fines columnes executades per Francesco Pietrasanta. Diversos arcs reduplicats i prolongats en fines columnes formen el contorn de les dues entrades gòtiques que acaben en arcs tribolats i que guarden una sintonia amb la rosseta central. Les portes de fusta, pintades al fresc, representen escenes de la vida de sant Francesc i de santa Clara (1564), de sant Antoni i de sant Lluís de Tolosa (1573). També hi destaquen les pintures del segle xvi de Dono Doni.

### Museu
S'hi accedeix des de la terrassa del claustre. Conté una col·lecció de pintures i relíquies coneguda com el Tresor de la Basílica de Sant Francesc, unida a la seva història, i fruit de les donacions d'objectes de persones que volien amb això testimoniar la seva devoció pel sant. Hi ha reliquiaris, calzes i objectes litúrgics i artístics, alguns pertanyents a papes dels segles xiii i xiv, o el tapís que representa l'arbre franciscà i que va ser donat per Sixt IV a la segona meitat del segle xv. Molts dels objectes s'han anat perdent amb el temps, per deteriorament de les teles o per robatoris.
També hi ha una col·lecció de pintures donada als frares pel crític d'art nord-americà Federico Mason Perkins després de la seva mort a Assís a 1955, constituïda per 57 obres de les escoles sienesa, florentina, veneciana, veronesa i la Perkins.

## Basílica superior

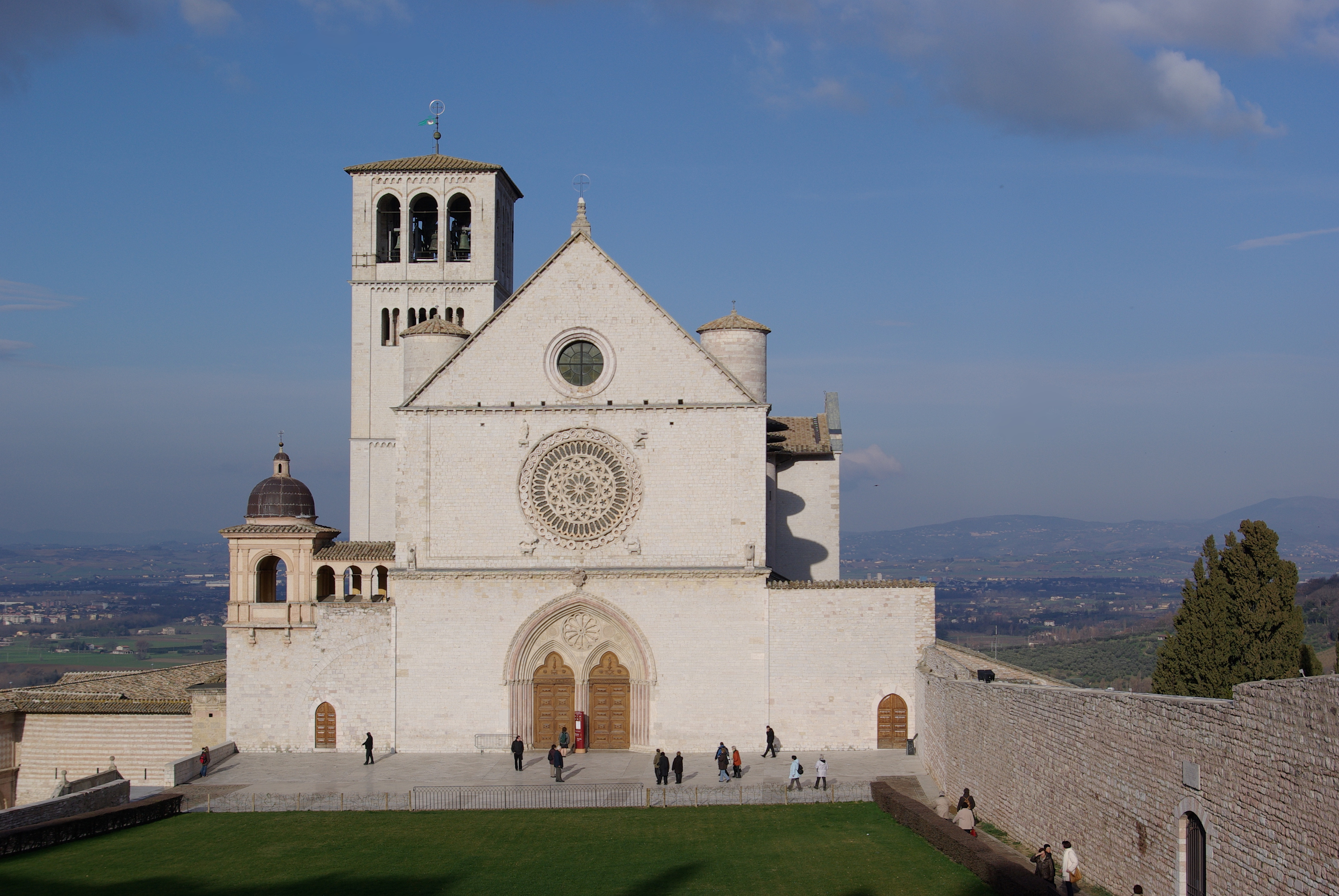
Façana de la Basílica superior.

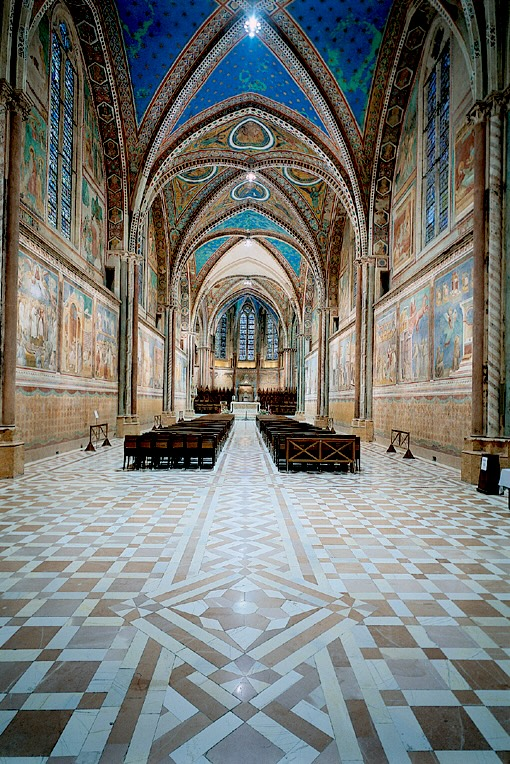
Nau de la Basílica superior.

### Exterior
La Basílica superior presenta una façana simple de cabanya. La part alta està decorada amb una grandiosa rosassa central, que als costats té els símbols dels Evangelistes en relleu. La part baixa està enriquida pel majestuós portal, única referència externa de l'arquitectura gòtica. Al costat esquerre de la façana es va recolzar, al segle xvii, la Lògia de les benediccions des de la qual, en època passada, es mostrava el Vel sant de la Mare de Déu. Al mateix costat, a la zona absidal, poc després de la construcció de l'església superior va ser aixecat el campanar romànic, de seixanta metres d'altura i amb un joc de cornises i arcs penjants que divideixen el seu recorregut cap a l'alt.

### Interior
La vivaç policromia i les esveltes formes gòtiques de la nau interna contrasten amb la relativa simplicitat romànica de l'arquitectura externa de la Basílica superior. La nau és dividida en quatre arcades amb transsepte i absis poligonal, i presenta una coberta amb voltes de creueria. Una estreta balconada correguda s'estén al voltant de les parets. L'església superior és il·luminada per grans finestrals gòtics que es disposen al llarg de tota la part alta de la nau i de l'absis, la qual cosa s'uneix la llum que entra per la rosassa de la façana.

#### Altar major
Al centre de l'absis es troba el marmori altar major. Originari del segle xiii, va ser restaurat el 1942. La seva destinació original era la Capella papal. El cor, compost per 102 cadires, és obra de Domenico de Sanseverino i els seus ajudants entre 1491 i 1501.

#### Vidrieres
La basílica superior conserva una de les col·leccions de vitralls medievals més completes d'Itàlia. Les de la zona absidal, datades el 1253, s'atribueixen a artistes d'Alemanya nord-oriental i representen nou escenes amb analogies entre la vida de Jesús i esdeveniments de l'Antic Testament.
Les del transsepte i la nau són en part obra de francesos i en part d'un taller nascut en l'àmbit de l'oficina del Mestre de Sant Francesc, i es poden datar a la segona meitat del segle xiii. Es representen escenes de la vida de sant Francesc, Sant Antoni de Pàdua, la Verge i altres sants.

### Frescs
Quan estaven acabant els treballs de la construcció de l'església superior es van iniciar també les decoracions al fresc. En ambdues basíliques, aquesta decoració correspon a una sèrie de programes, destruïts en part en algun cas, que van ser pensats dins d'un pla integral que tenia la finalitat d'exaltar la figura de Sant Francesc.
Cronològicament, els frescs parteixen des del presbiteri en el qual es representen Històries de Maria al centre i Històries de l'Apocalipsi i dels Apòstols en els braços. Les figures per les quals Francesc sentia màxima veneració estan àmpliament representades: el Crist crucificat, la Mare de Déu, els Apòstols (sobretot, Pere i Pau) i els Àngels  (en particular, l'Arcàngel Miquel).
El cicle pictòric va començar entre 1267 i 1270 quan, segons les fonts, un «mestre d'escola gòtica» i un «mestre d'escola romana» treballaven a la paret dreta de transsepte a les escenes de la vida dels apòstols Pere i Pau. La decoració va continuar en les parets amb finestrals des de 1270 a 1280 gràcies a l'obra d'un «mestre romà».
Al llarg de les parets de la nau s'articulen, en la part superior, les Històries del Vell i del Nou Testament, i a la inferior, les Històries de la vida de Sant Francesc. L'obra, en la qual es van comprometre els majors artistes d'Itàlia central, com Cimabue i Giotto, es va realitzar en l'arc dels últims vint anys del segle xiii.

#### Cimabue

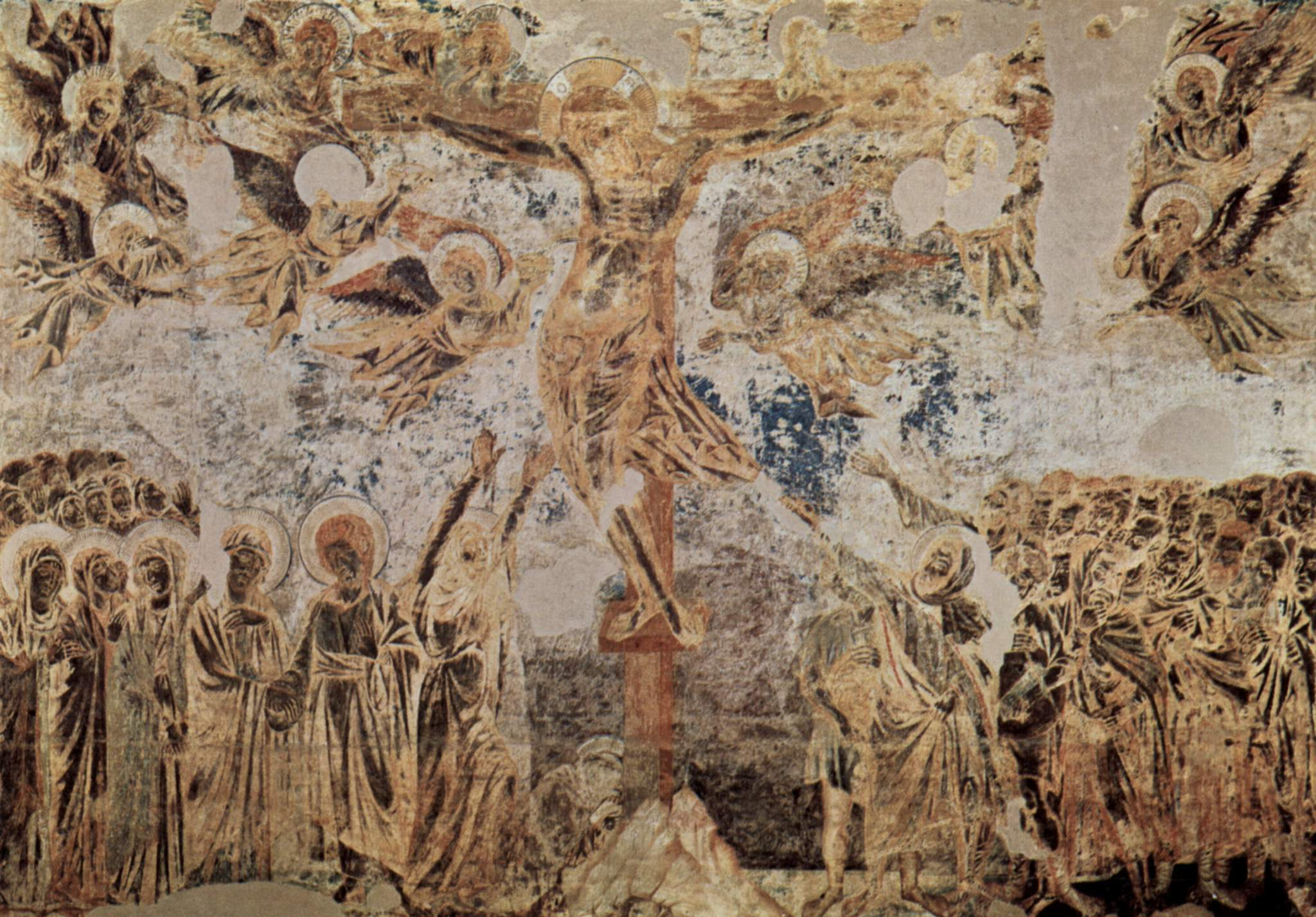
Cimbaue: La Crucifixió.

Entre 1272 i 1280 es van encarregar de la decoració Cimabue i el seu taller, els qui van acabar de pintar els frescos del transsepte i l'absis. En el braç dret està representada l'Església terrestre (Transfiguració del Senyor, vida dels apòstols…), al centre apareixen alguns episodis de la vida de la Verge i al braç esquerre es representa a l'Església celestial. Els diversos temes del transsepte de l'absis major i de la nau estan connectats entre ells a través dels Evangelis, representats pels quatre Evangelistes pintats al fresc per Cimabue, cadascun en el moment d'escriure inspirat per un àngel, i tenint davant la vista de la regió evangelitzada: Mateu, Judea (esfondrat després del terratrèmol de 1997, la seva restauració va acabar l'abril de 2006); Joan, Àsia; Lluc, Grècia; i Marc, Itàlia.
El costum de Cimabue d'usar blanc de plom, barrejat amb altres pintures, ha fet que el color, amb el pas del temps, es convertís a poc a poc en evanescent, gairebé monocromàtic. Per efecte de l'oxidació, gairebé tota la superfície treballada és de difícil lectura, ja que l'encarnat clar dels personatges i tot el que va ser pintat amb color blanc s'ha convertit en negre; només a través d'una fotografia en negatiu es pot veure millor l'efecte de gran moviment i extrem dramatisme d'escenes com la Crucifixió.

#### Giotto

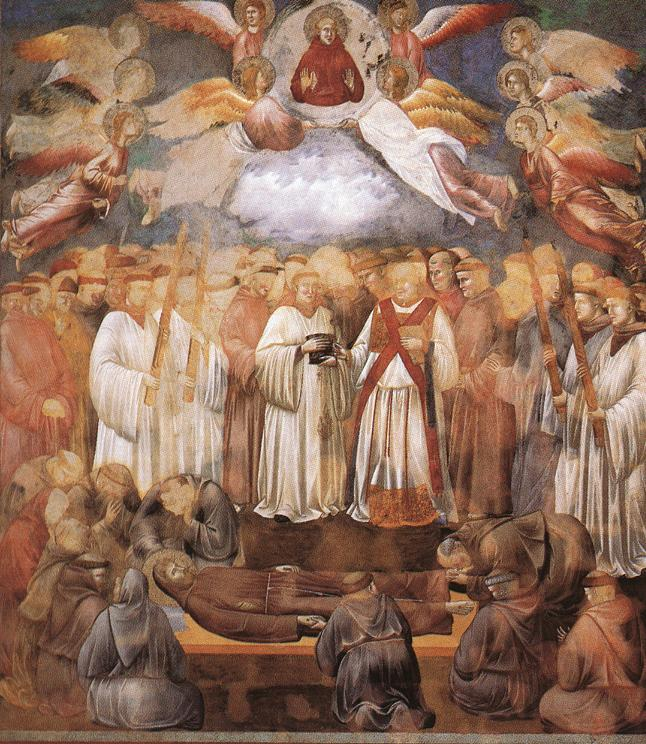
Giotto: Mort i funeral de sant Francesc.

La part inferior de la nau de la basílica superior està ocupada pel cicle de frescs sobre la Vida de Sant Francesc. Es tracta de vint escenes extretes de la Llegenda Major de Sant Bonaventura que, a finals del segle xiii, constituïa la biografia oficial del sant.
Giorgio Vasari cita que els frescs van ser acabats per Giotto, cridat a Assís després de l'any 1296 per Juan de Murlo, general de l'Ordre. La paternitat a Giotto de tot el cicle és posada en dubte per molts estudiosos. Està comprovat que l'execució del primer fresc i dels últims tres s'atribueixen a un alumne, l'anomenat Mestre de Santa Cecília. Altres estudiosos sostenen que Giotto va intervenir en la major part de les escenes i justifiquen les variacions estilístiques amb la maduració formal del mateix autor unida a l'ajuda de nombrosos alumnes del seu taller. En canvi, és unànime l'atribució a una sola ment de l'estructura general i dels dibuixos preparatoris.
Les històries, cadascuna amb el seu títol a baix, estan ambientades en el món medieval de finals del segle xiii. Els personatges es mouen dins d'esplèndids paisatges ciutadans i rurals amb un formidable sentit realista. Els episodis, a més, tancats a l'interior d'un fals pòrtic, transmeten l'efecte il·lusionista d'un espai buit que sobrepassa les parets de l'església. Les històries del «Poverello» no inicien des del naixement, sinó des de la joventut, la seqüència narrativa avança des de la primera escena de la nau dreta i acaba amb la 28a de la nau esquerra. Segons els estudis més recents, el cicle d'Assís sembla estar subdividit en tres grups diferents: el primer i l'últim, de set quadres cadascun; l'intermedi, de set parelles, catorze en total. Els primers set episodis representen des de la conversió de Sant Francesc fins a l'aprovació de la regla. El grup central, considerat evidentment el principal, mostra tot el desenvolupament de l'ordre fins a la mort de Sant Francesc. Els últims set són les exèquies i la canonització del sant, inclosos els miracles post mortem necessaris per a aquesta. En el primer grup Sant Francesc està sense l'Ordre, en el segon està al seu costat, i en el tercer és l'Ordre el que continua la seva obra.

Seqüència narrativa de la vida de sant Francesc als frescos de Giotto di Bondone a la basílica superior
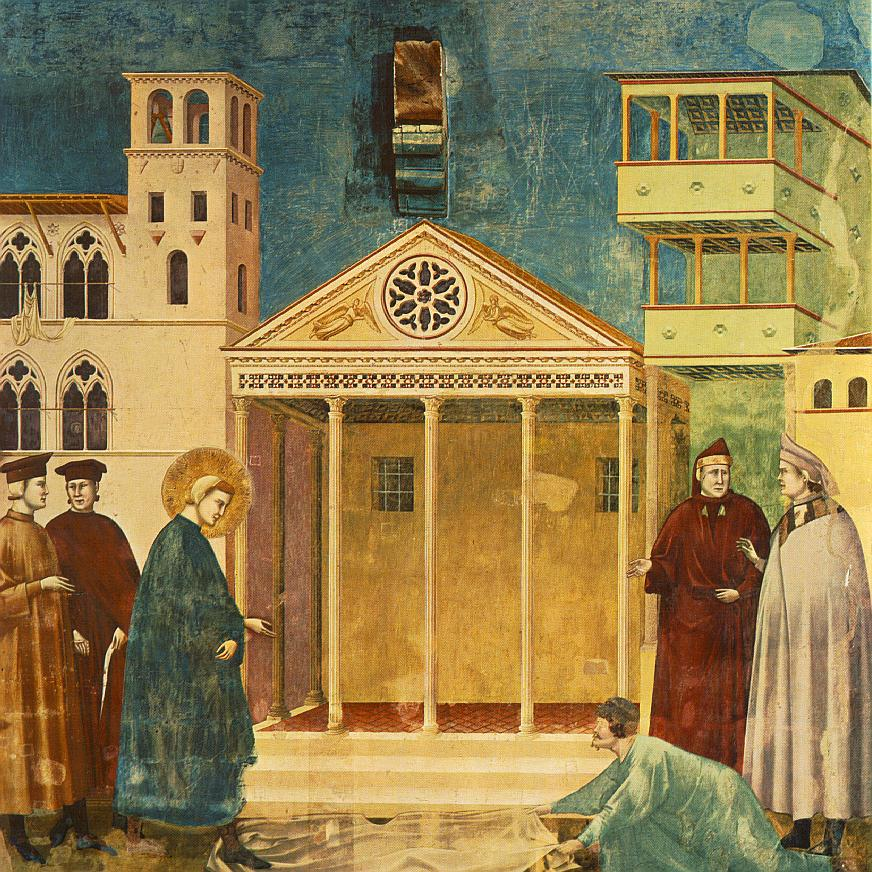
1. Homenatge de l'home simple, que estén la seva capa als peus de sant Francesc
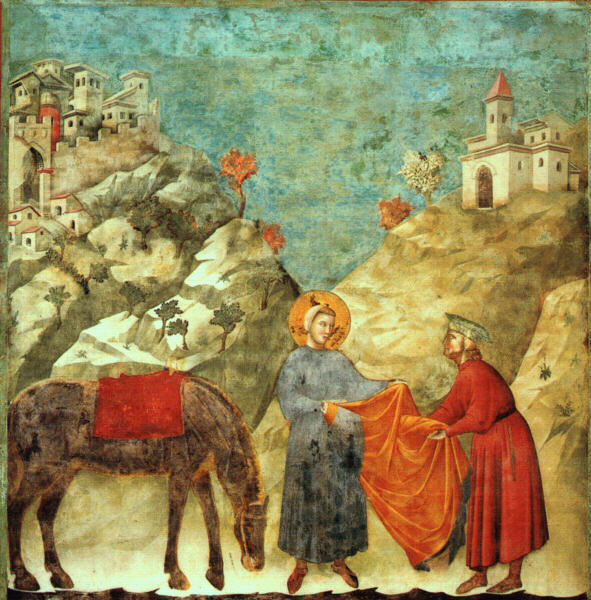
2. Sant Francesc donant el seu mantell a un pobre
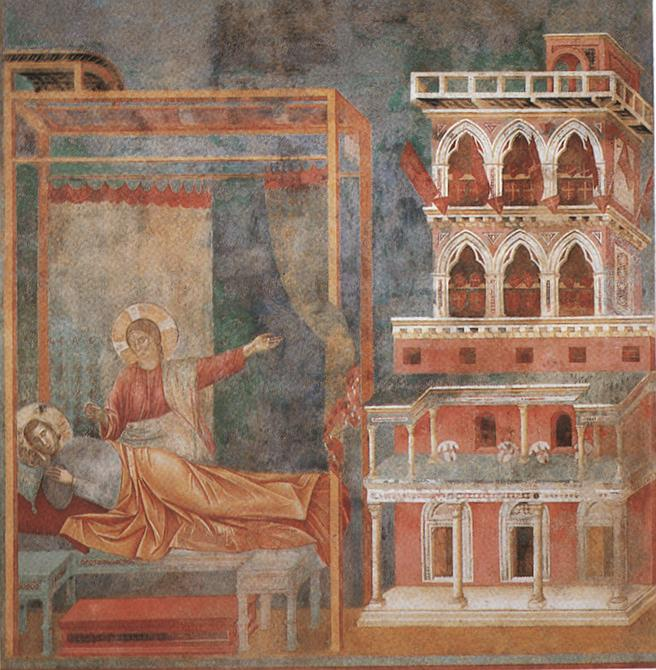
3. Somni del palau
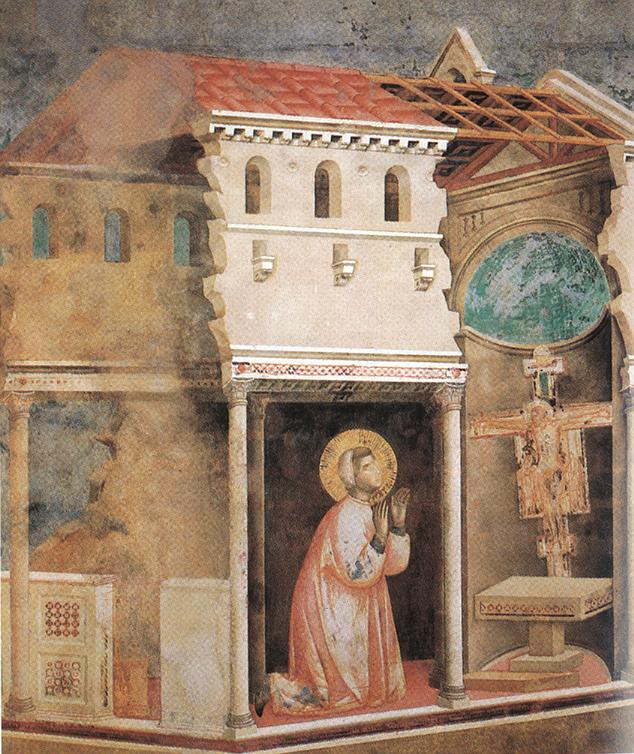
4. Miracle del Crucifix de Sant Damià
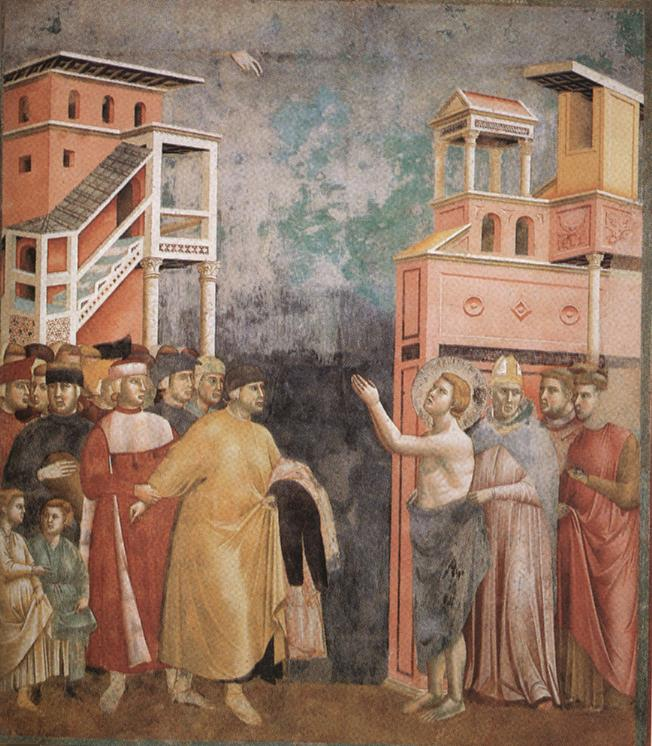
5. Renúncia als béns mundans
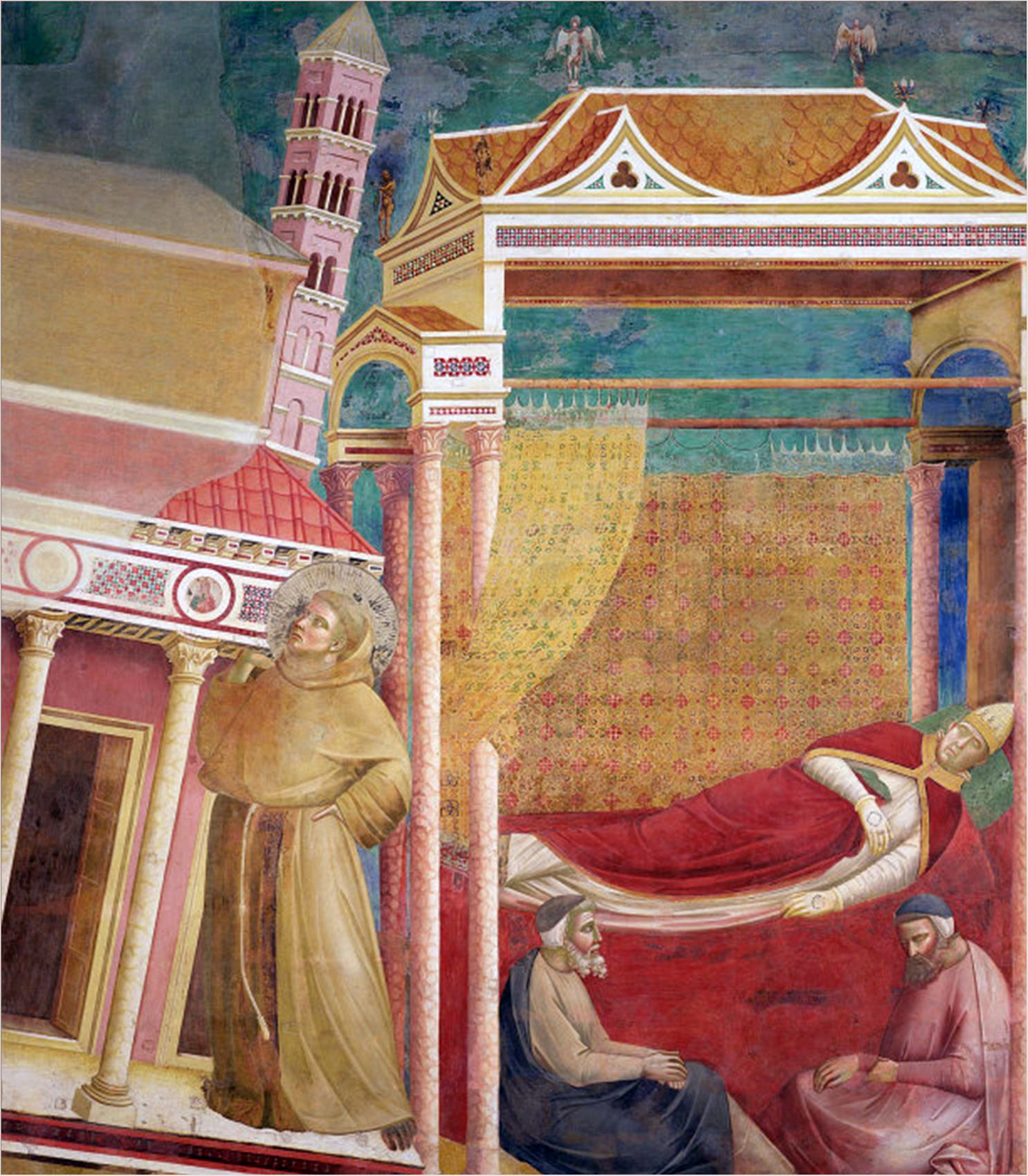
6. Somni d'Innocenci III
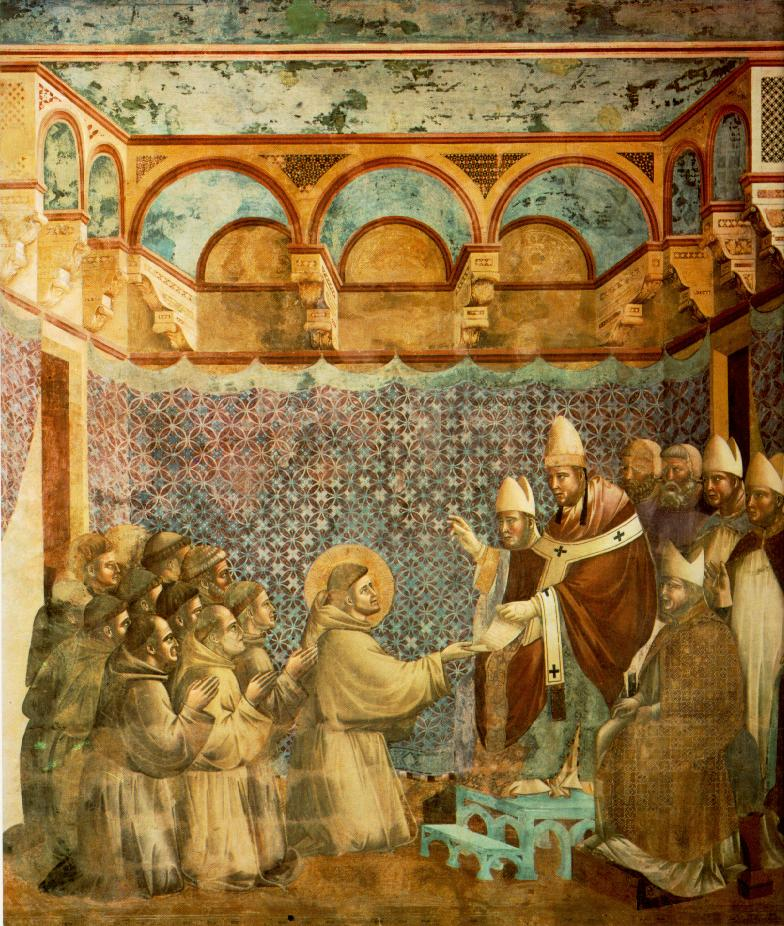
7. Confirmació de la regla
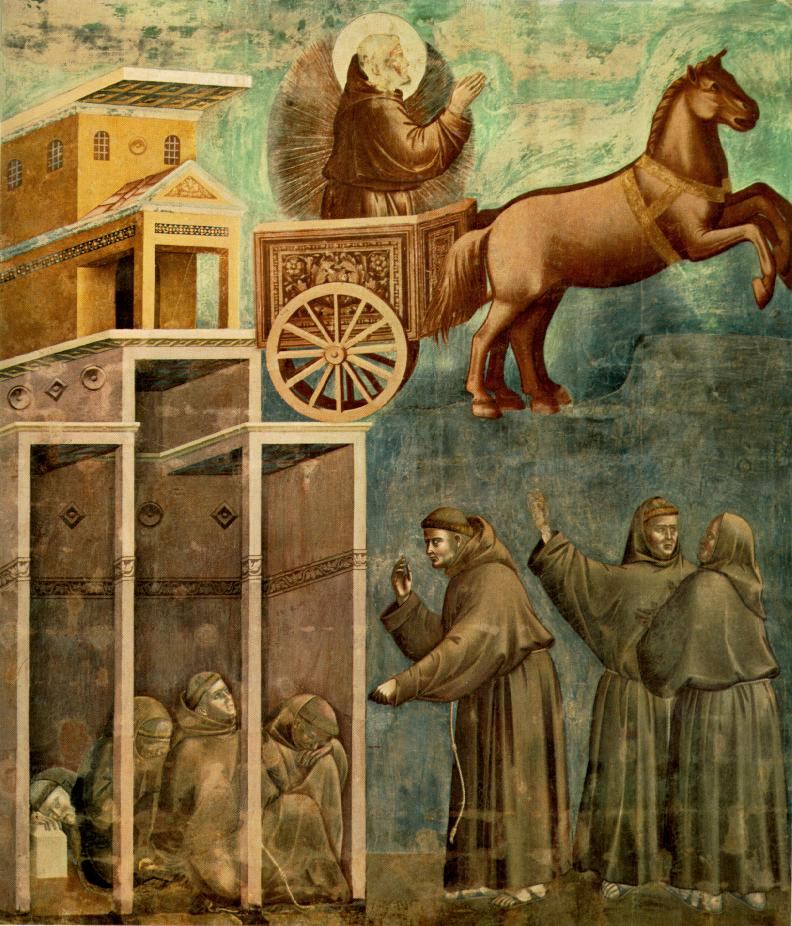
8. Visió del carro en flames
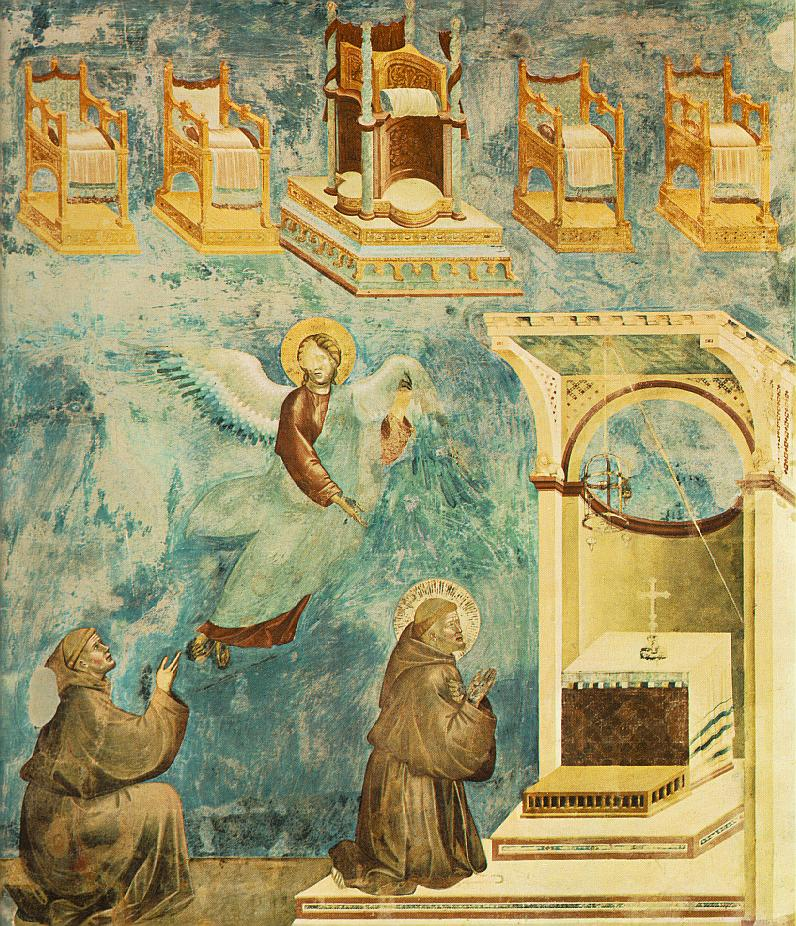
9. Visió dels trons
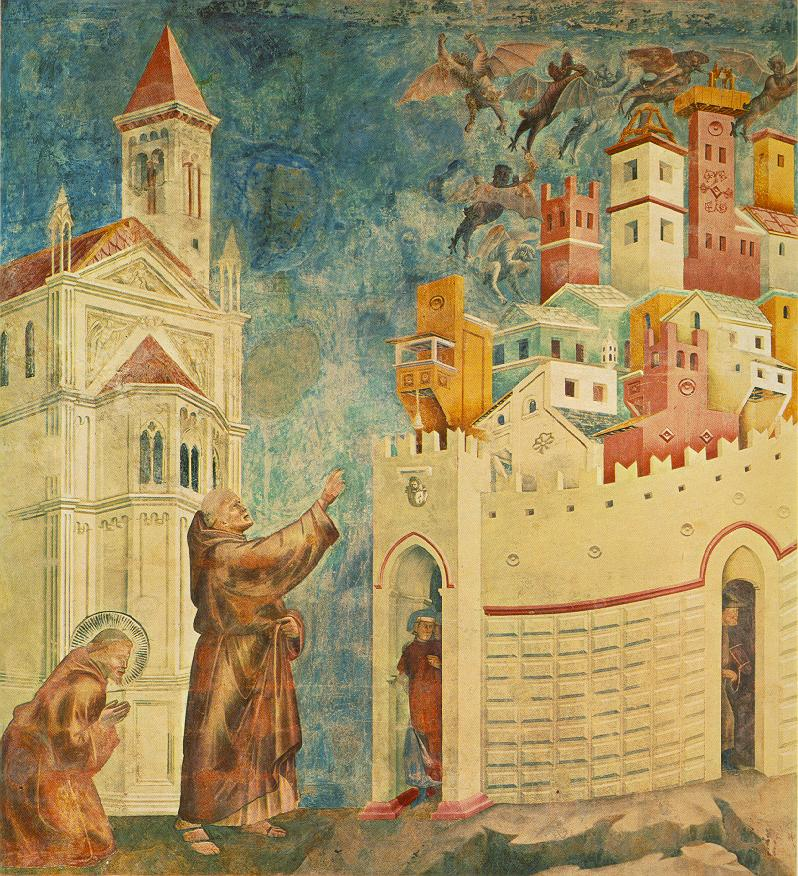
10. Exorcisme dels demonis a Arezzo
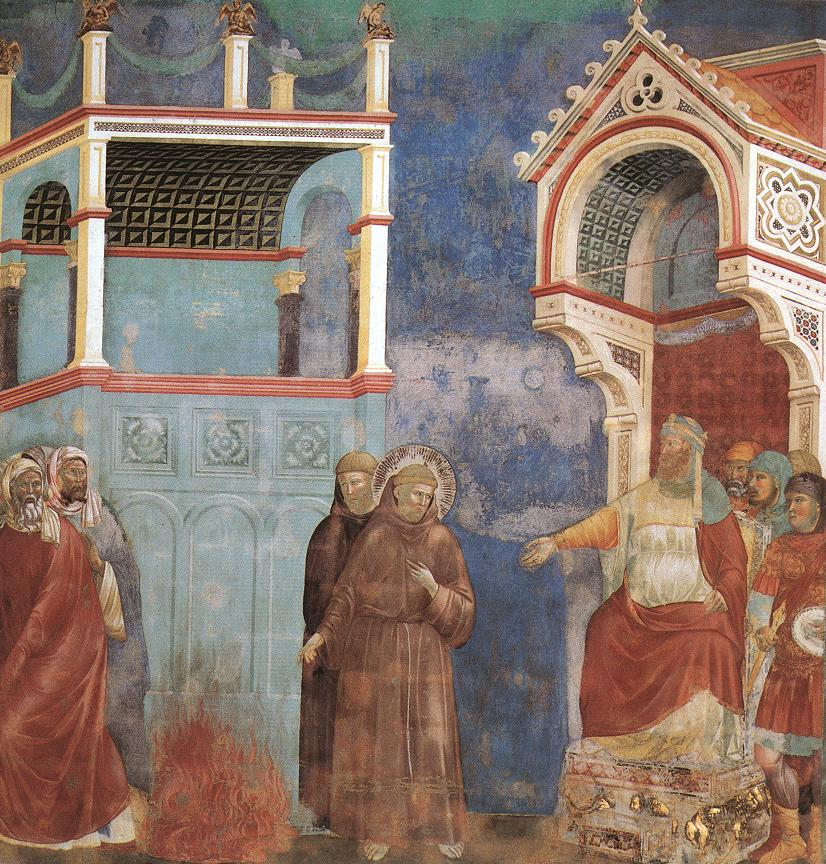
11. Sant Francesc davant del soldà (ordalia del foc)
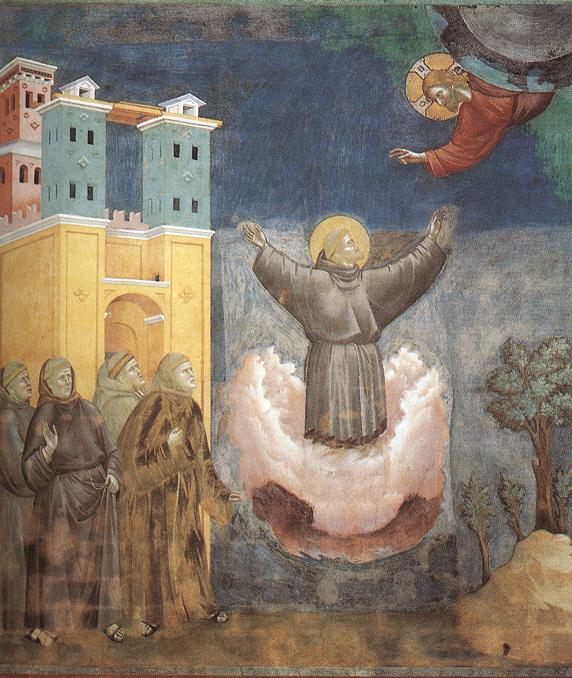
12. Èstaxi de Sant Francesc
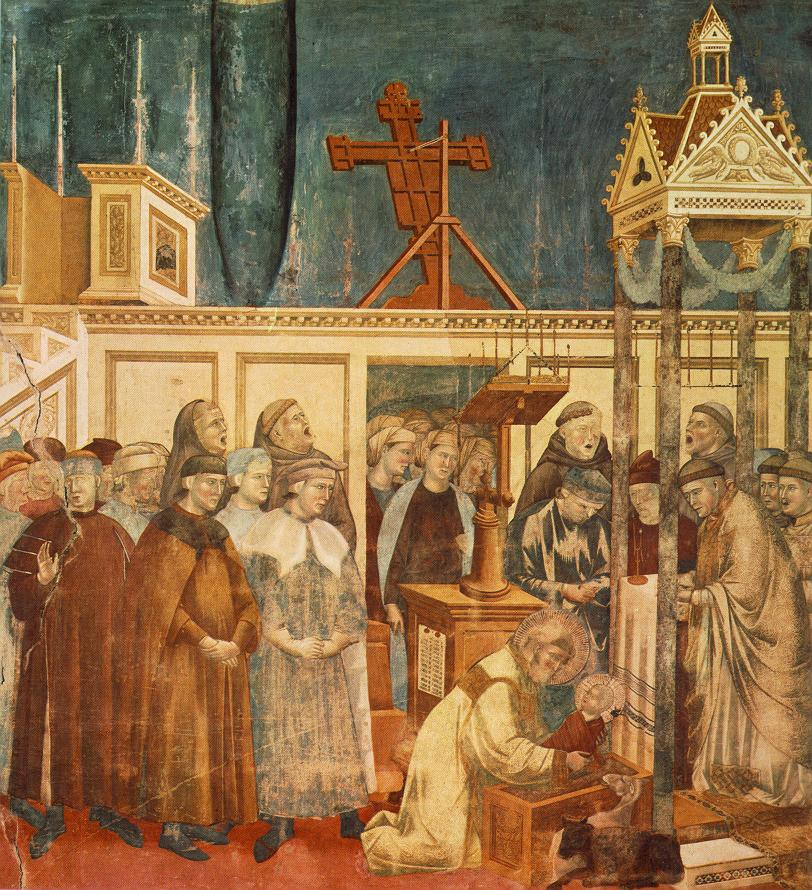
13. Institució del pessebre a Greccio
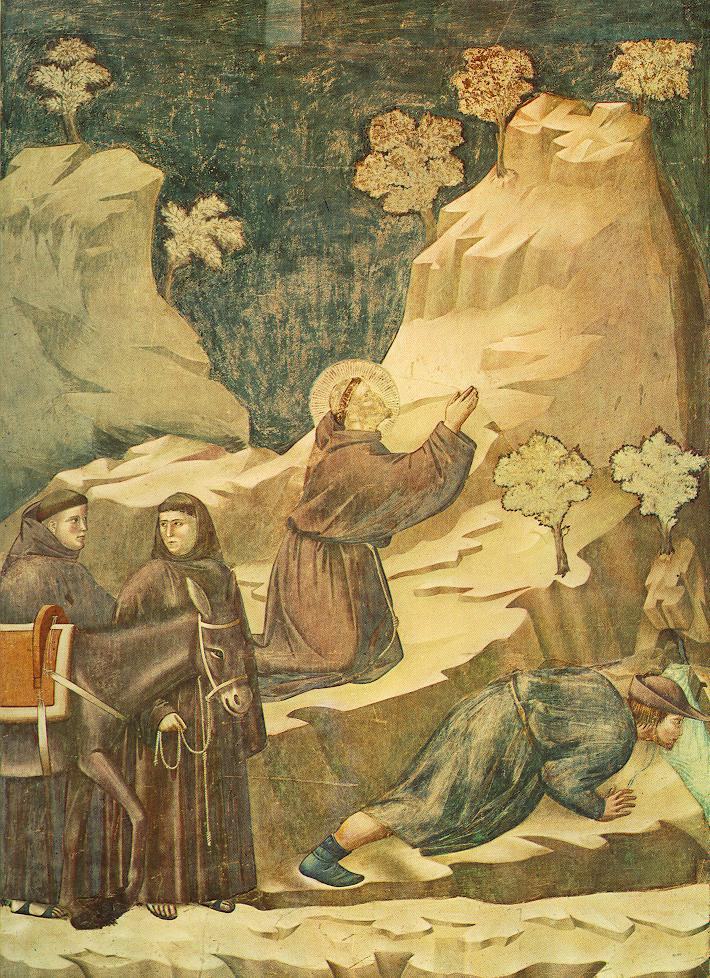
14. Miracle de la primavera
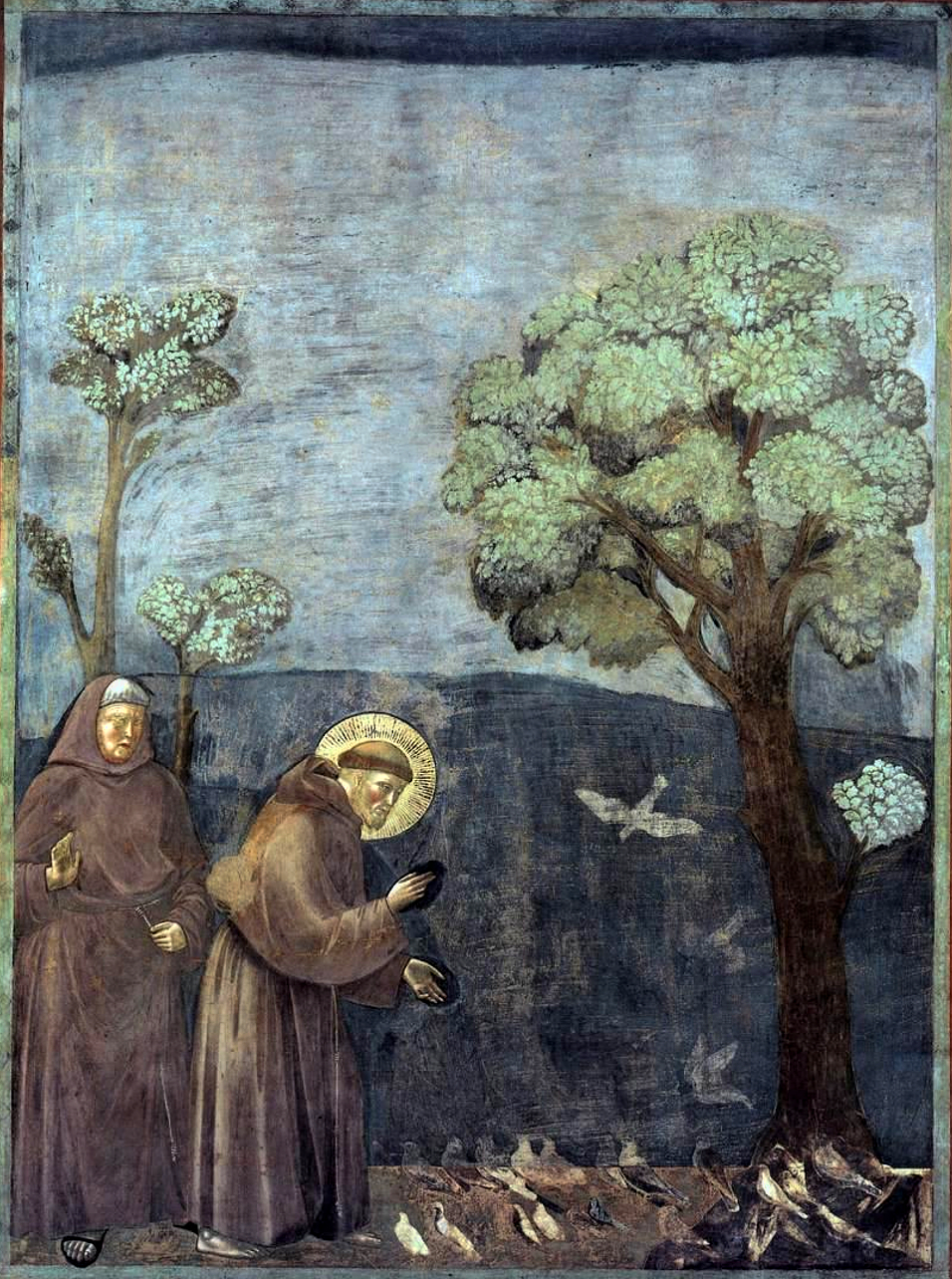
15. Sermó als ocells
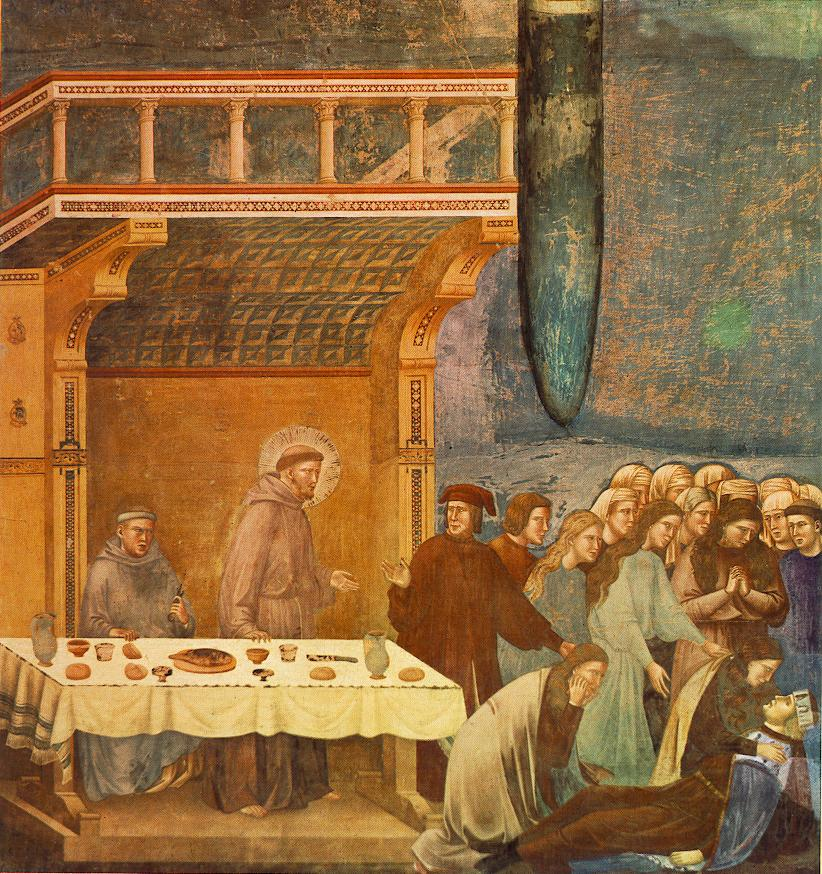
16. Mort del cavaller de Celano
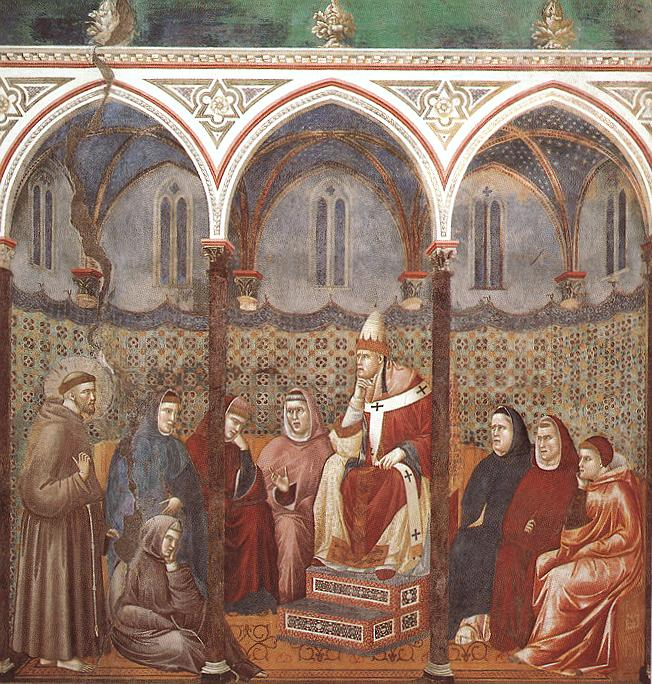
17. Sant Francesc predicant davant Honori III
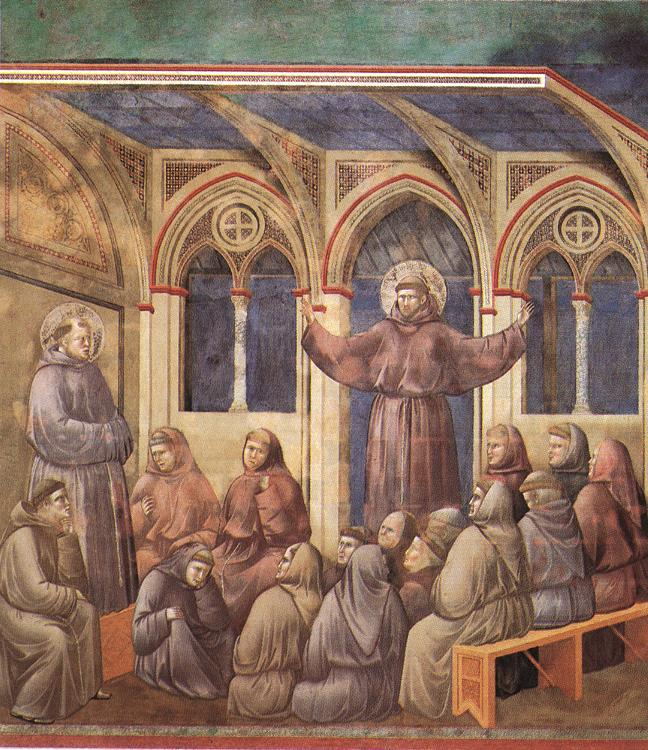
18. Aparició a Arle
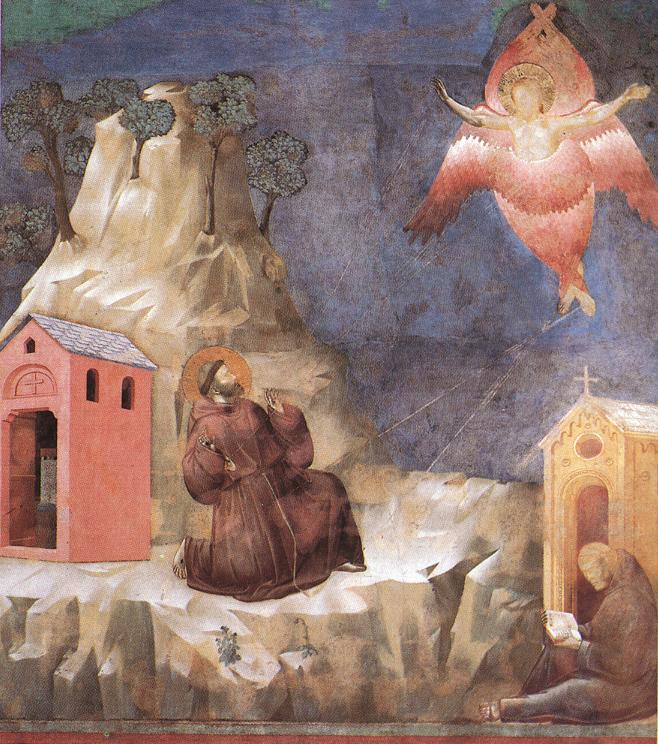
19. Sant Francesc rep els estigmes
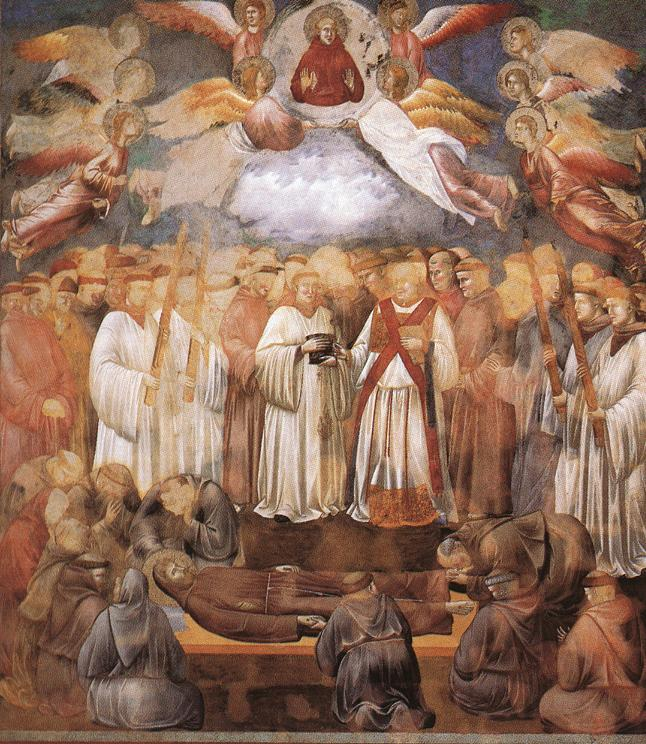
20. Mort i ascensió de sant Francesc
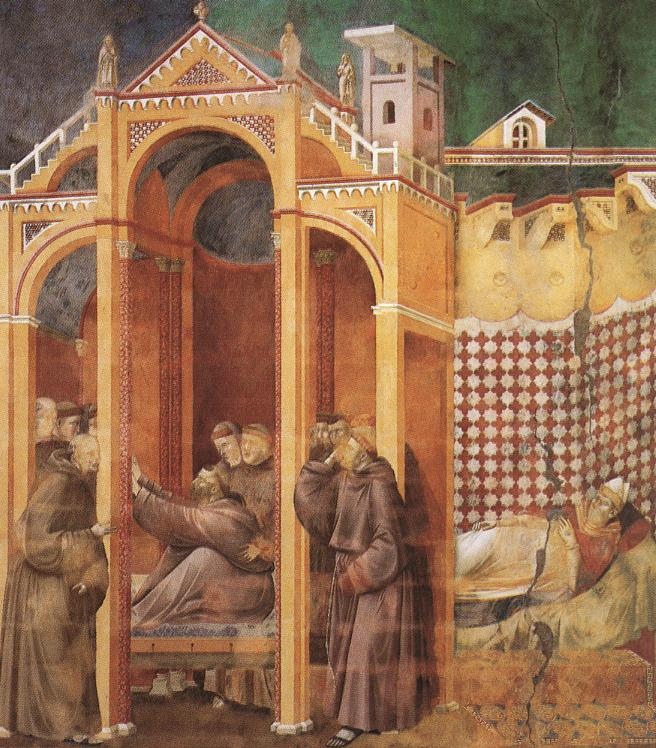
21. Aparició a fra Agostino i el bisbe Guido of Arezzo
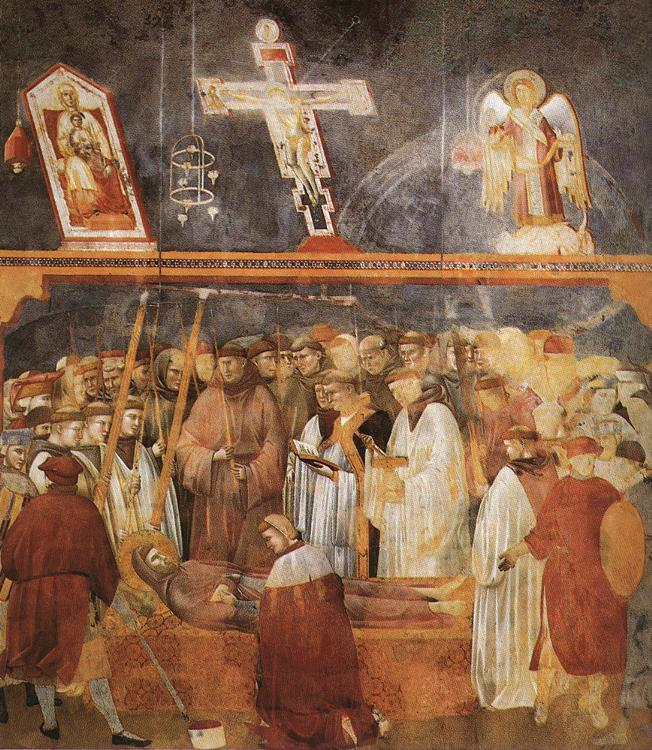
22. Verificació dels estigmes
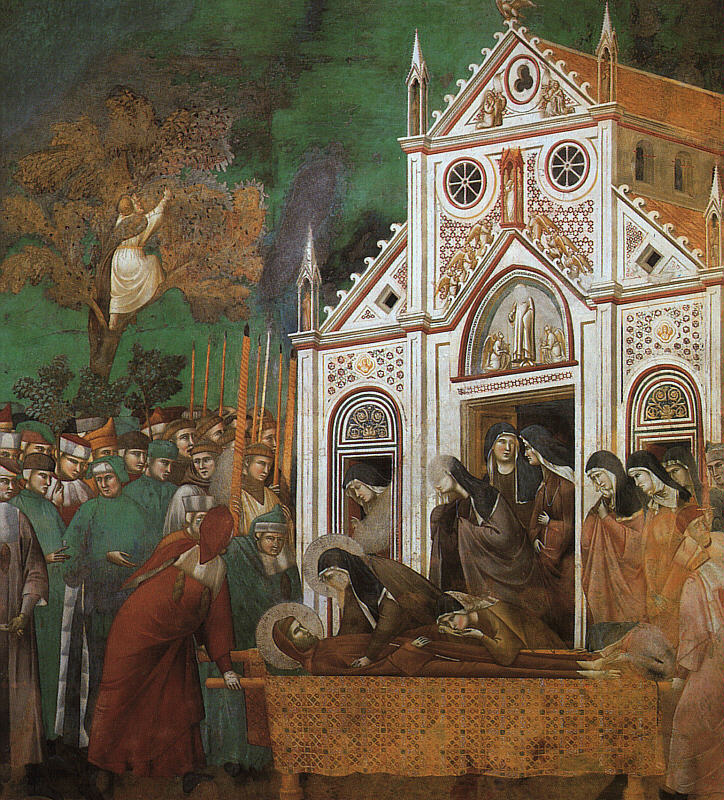
23. Plany de Santa Clara per Sant Francesc
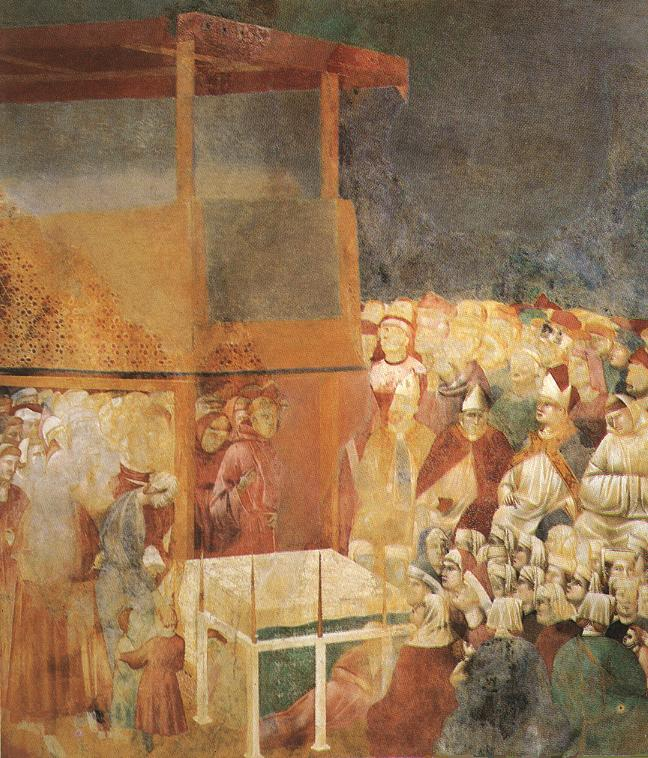
24. Canonització de sant Francesc
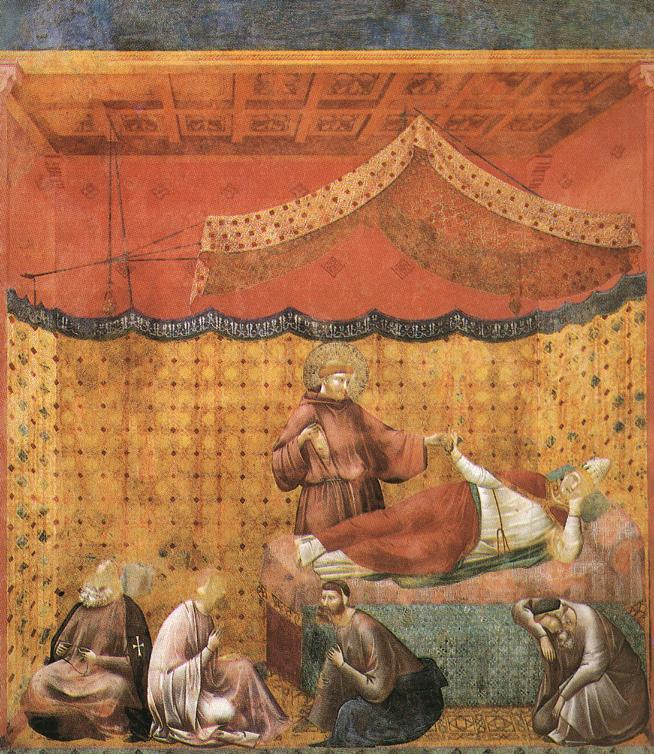
25. Somni de Sant Gregori
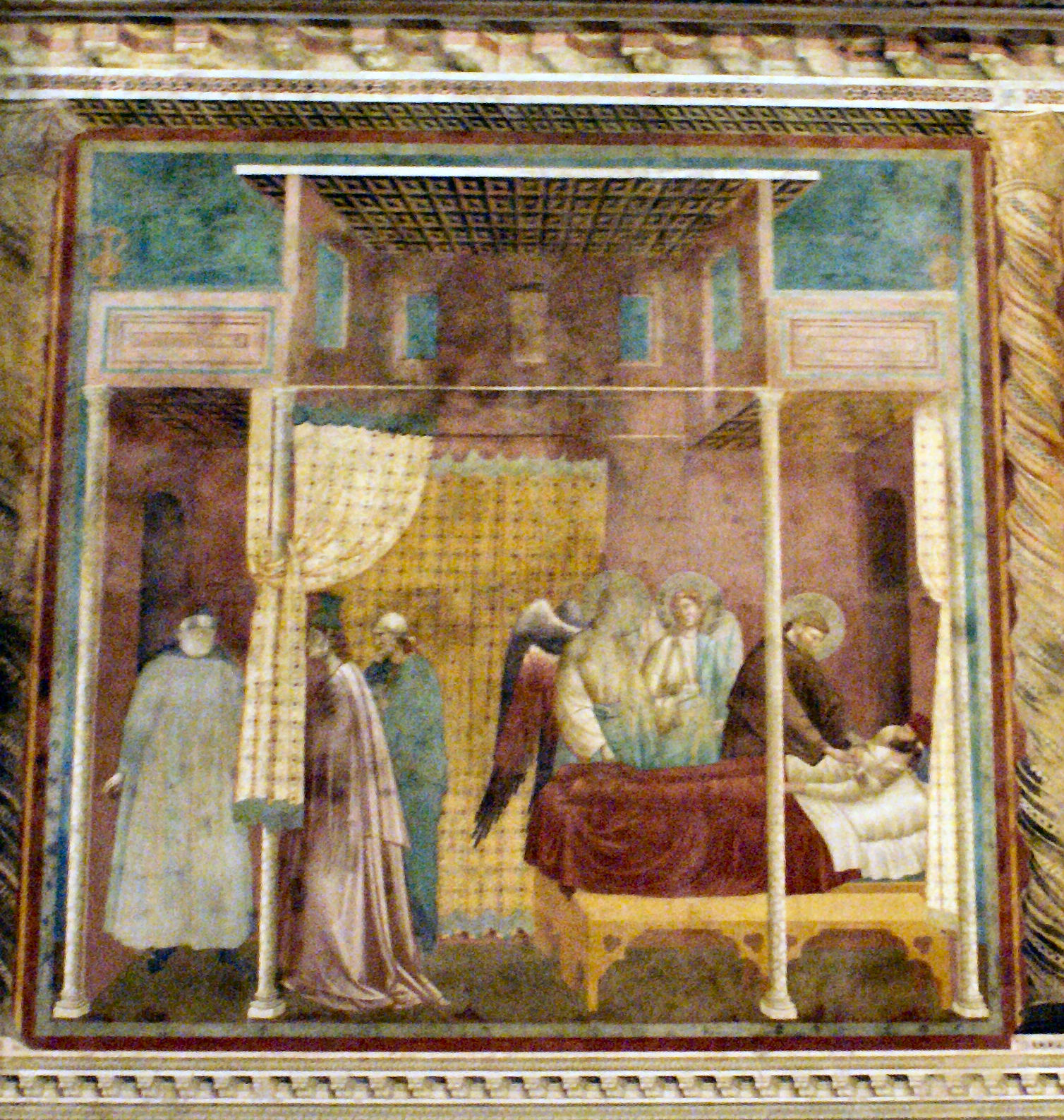
26. Guariment d'un home d'Ilerda
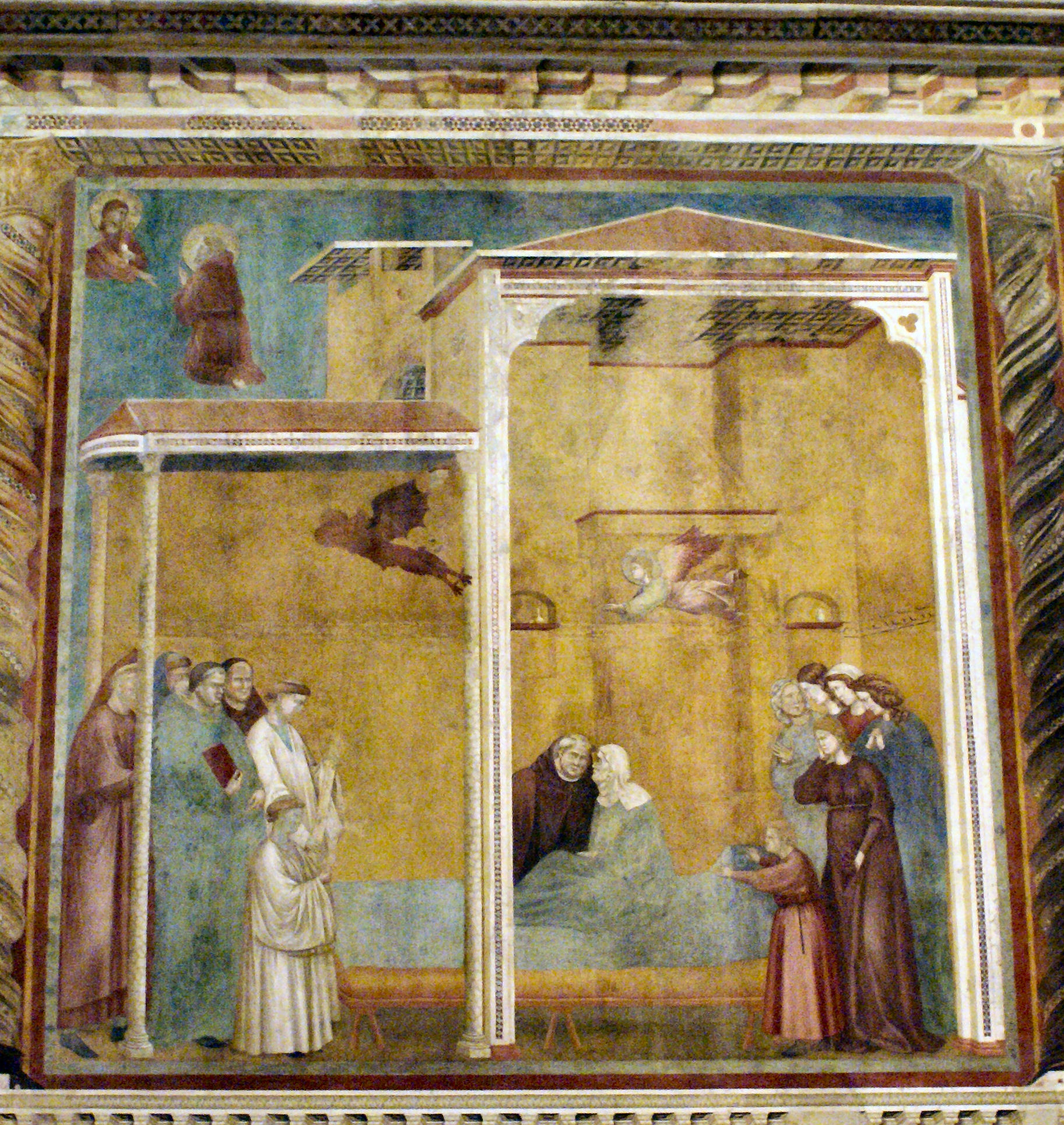
27. Confessió d'una dona de Benevento
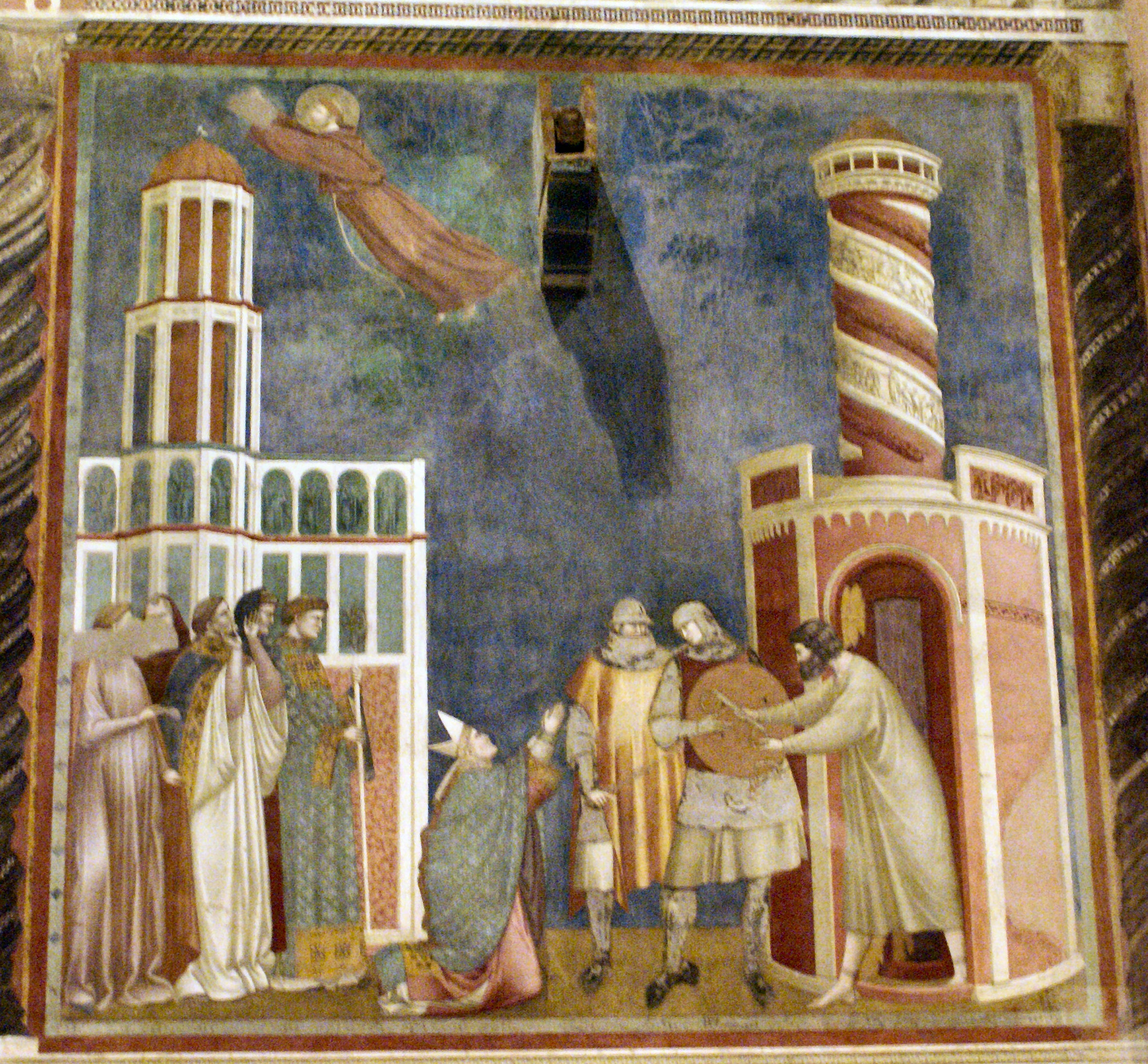
28. Alliberament de l'heretge Pietro

#### Altres
A la part superior de la nau hi ha un conjunt de 34 quadres amb escenes bíbliques, alguns dels quals estan molt deteriorats. Són obra d'artistes romans i toscans entre finals del segle xiii i començaments del segle xiv.
La part superior del costat nord comença amb les Històries de la creació, des de la creació del món fins a l'assassinat d'Abel. Amb les Històries de Noè comença el cicle d'una nova humanitat, acompanyat després pels episodis relacionats amb els patriarques Abraham, Jacob i Josep. Les primeres cinc escenes s'atribueixen als artistes romans Jacopo Torriti i Filippo Rusuti. En les escenes des de la Construcció de l'arca de Noè fins al Sacrifici d'Isaac es nota un plantejament més vivaç acompanyat d'una major tensió, pròpies dels actes de l'escola de Cimabue. Al pintor denominat Mestre de les escenes d'Isaac, qui per a molts estudiosos seria Giotto jove, se li atribueixen les escenes d'Isaac que beneeix Jacob i Esaú davant d'Isaac. Al mateix pintor se li atribueixen també els dibuixos per a les Històries de Josep, situats a la primera arcada de la dreta.
Les pintures al fresc del Nou Testament del costat sud, a la part superior, il·lustren la Vida de Crist des de l'Anunciació fins a les Noces de Canà i, a la part inferior, l'Ascensció i la Pentecosta.
La tercera arcada presenta uns medallons amb Crist, Maria, Sant Joan i Sant Francesc. Es diu també la Volta dels sants i s'atribueix a Jacopo Torriti.
La quarta arcada, seriosament danyada pel terratrèmol de 1997, presenta a cada costat un Doctor de l'Església assegut amb un escrivà proper: Sant Jeroni. Sant Agustí, Gregori el Gran i Sant Ambròs. Aquesta Volta dels Doctors de l'Església se li atribueix a Giotto jove.